# Trastámarové
Trastámarská dynastie (španělsky Casa de Trastámara) nebo jen Trastámarové byla královská dynastie v Kastilii (1368–1504) a Aragonii (1412–1516) a zemích s nimi spojených (Sicílie, León, Barcelona, Valencie, atd.). Dynastii založil nemanželský syn kastilského krále Alfonse XI. (Burgundsko-Ivrejská dynastie), hrabě z Trastámary a pozdější kastilský a leónský král Jindřich II. V roce 1469 položil sňatek Ferdinanda II. Aragonského a Isabely Kastilské základ budoucímu Španělsku (oba z této dynastie), které později sjednotil jejich vnuk Karel I. z dynastie Habsburků (vládl v letech 1516–1556) a byl nejmocnějším evropským panovníkem.

## Kastilští králové

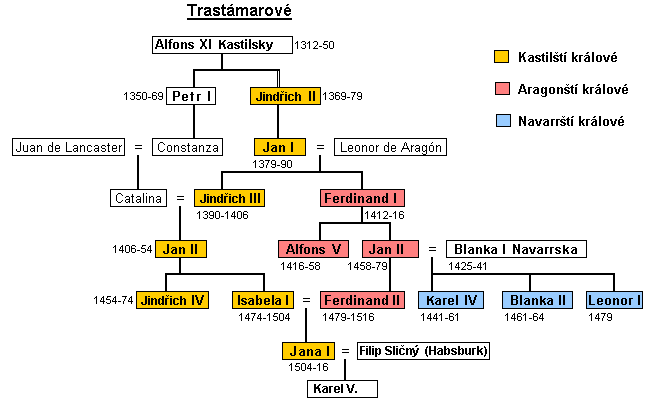
rodokmen

Zakladatel dynastie Jindřich II., hrabě z Trastámary se stejně jako kastilská šlechta dostal do sporu se svým starším bratrem králem Petrem I., který vládl v letech 1350–1369. Ten totiž během své vlády tvrdě vystupoval proti šlechtě a městům, dal také zavraždit milenku svého otce, kterou byla právě matka Jindřicha II. (zvaného Bastard). Do čela odboje šlechty se tedy postavil Jindřich zTrastámary, který získal podporou Francie. Petr I. se sice udržel trůnu s anglickou vojenskou pomocí po v bitvě u Nájery roku 1367. Nedlouho poté byl ale v roce 1369 poražen v bitvě u Montiel, kde byl po bitvě zajat a zabit. Po jeho smrti se tak stal kastilskýmn a leónským králem právě Jindřich II. (mír v Bayonne z roku 1386).
Trastámarská dynastie poté pokračovala v původních snanách kastilských králů o sjednocení celého tehdejšího Španělska (Hispánie, tj. včetně Portugalska). Král Jan I. se jako manžel portugalské dědičky Beatrix neúspěšně snažil získat pro kastilskou korunu také Portugalsko (1385), unii s Portugalskem podporoval také král Jindřich IV. Z obav Portugalců z kastilské nadvlády z toho nakonec sešlo a portugalský trůn získala dynastie Avis.
Druhorozený syn krále Jana I. Ferdinand se stal v roce 1412 aragonským králem (také sicilským a valencijským). V době nedospělosti Jana II. spravoval záležitosti kastilské koruny.
Sestra krále Jindřicha IV. Isabela I., která se po smrti bratra stala královnou (1474), uzavřela za podpory velké části kastilské šlechty v roce 1469 sňatek s příbuzným aragonským králem Ferdinandem II. Tím byla od roku 1479 vytvořena dynastická unie zemí kastilské koruny a aragonské koruny, došlo ale také k posilováním královského absolutismu, unie ale hlavně vytvořila cestu ke sjednocení Španělska.
Kastilští a leonští králové z dynastie Trastámara:
- Jindřich II. Bastard – (1369–1379)
- Jan I. – (1379–1390)
- Jindřich III. – (1390–1406)
- Jan II. – (1406–1454)
- Jindřich IV. – (1454–1474)
- Isabela I. Katolická – (1474–1504), manžel Ferdinand II. Aragonský, kastilský král jure uxoris (král manžel)
  - Ferdinand II. Aragonský – (1474–1504), jako král manžel, poté do smrti v roce 1516 regentem
- Jana I. Šílená – (1504–1516), jejich dcera, duševně nemocná, zemřela v roce 1555
  - Filip I. Kastilský – (1504–1506), Habsburk, král manžel

Galerie
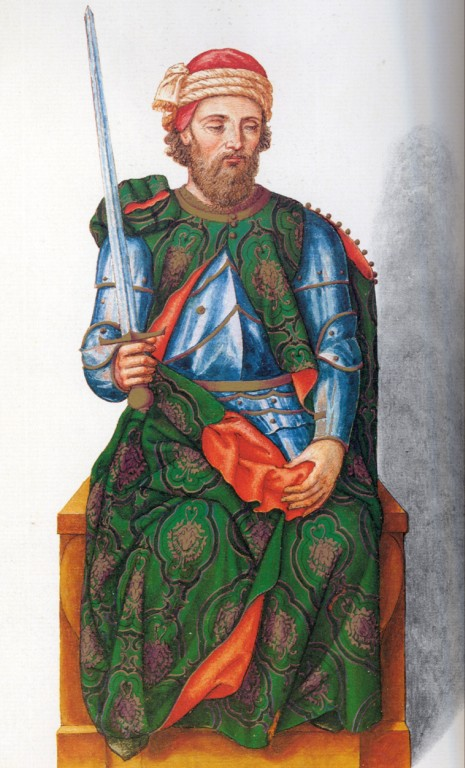
Jindřich II.
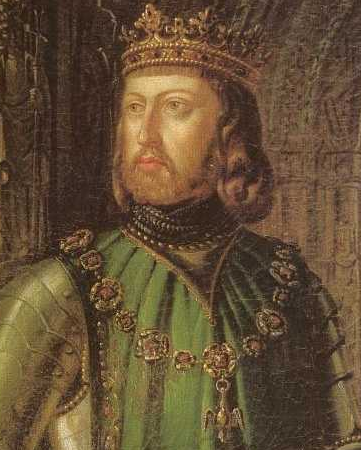
Jan I.
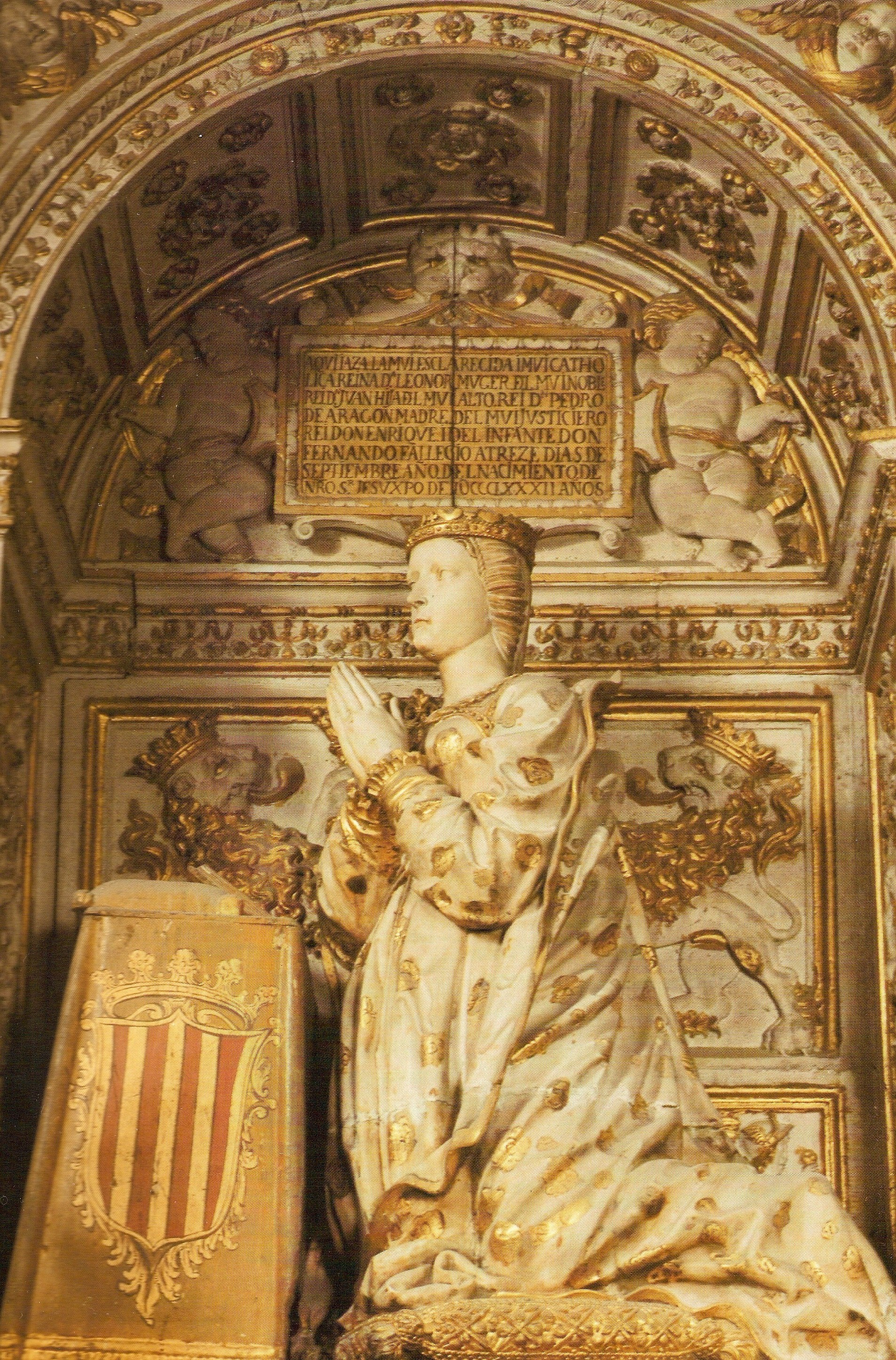
Jindřich III.
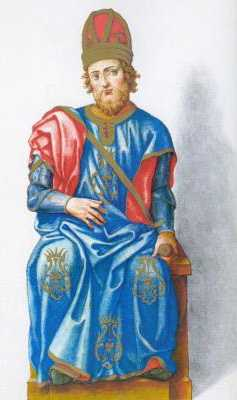
Jindřich IV.
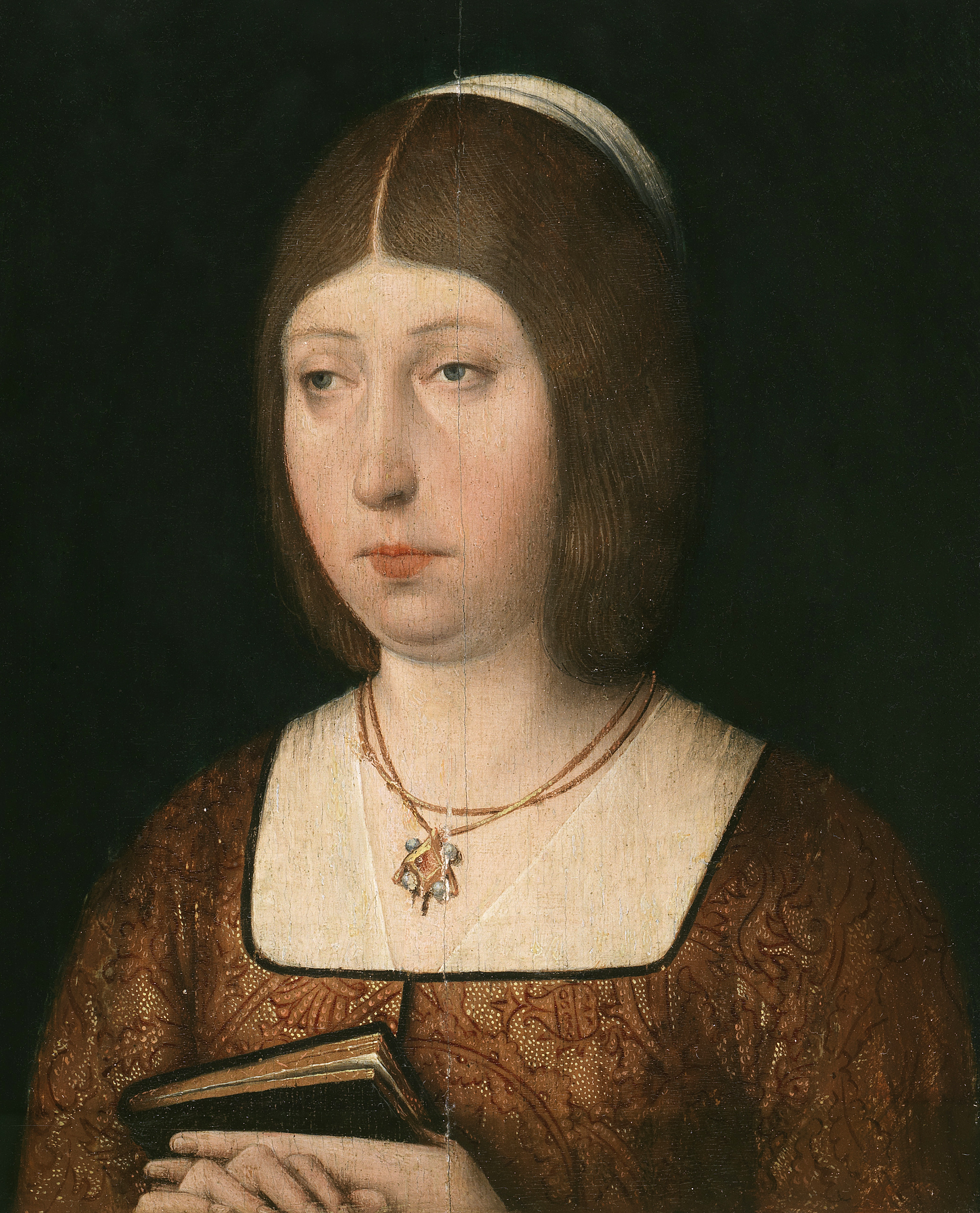
Isabela I.
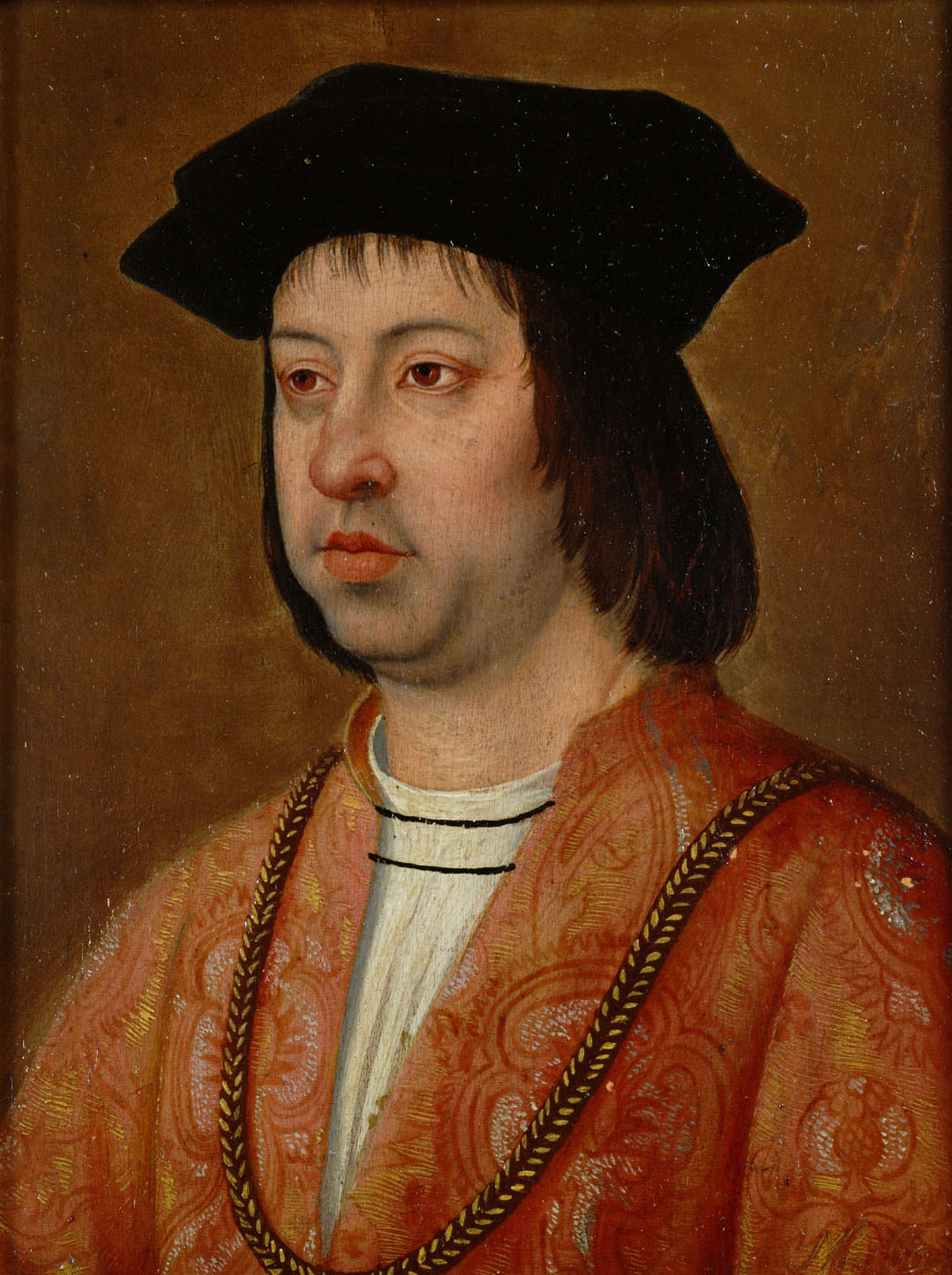
Ferdinand V. (II.)
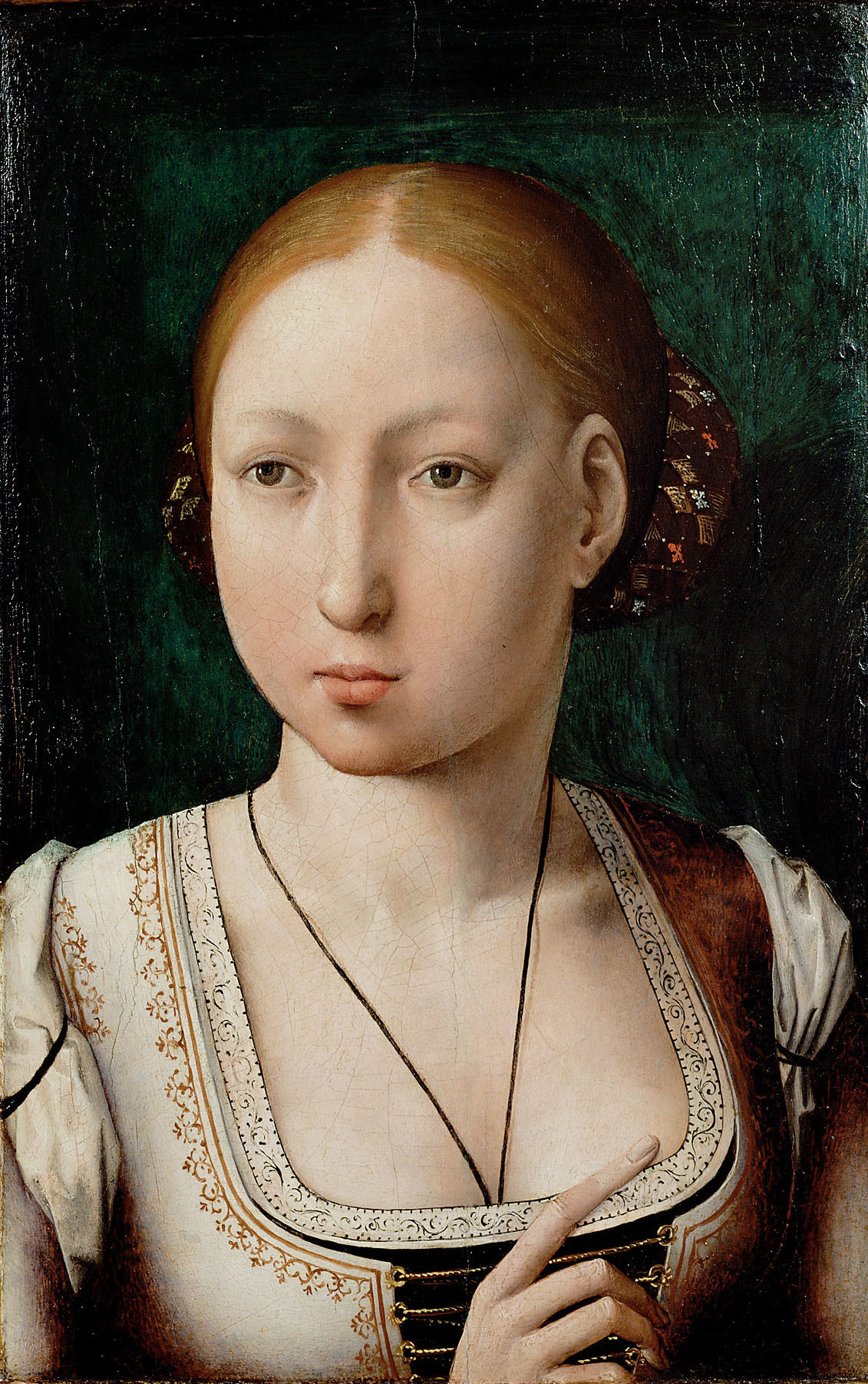
Jana I.

## Aragonští králové
Když v roce 1410 vymřela původní aragonská královská barcelonská dynastie, rozhořel se boj o trůn. Jedním z kandidátů byl také druhorozený syn kastilského krále Jana I. Ferdinand z Antequery.
V Aragonii nastoupila Ferdinandem I. z Antequery na základě rozhodčího výroku z roku 1410 v Caspe, po smrti Martina I. Staršího. Dědicem trastamarské dynastie se stali Habsburkové na základě sňatku královny Jany s Filipem I. Sličným.
Dědic aragonského trůnu budoucí král Ferdinand II. uzavřel v roce 1469 sňatek se svou dědičnou kastilského trůnu Isabelou Kastilskou (taktéž z dynastie Trastámára, viz výše). V roce 1474 se tak spolu se svou ženou stal "králem manželem" v Kastilii. Vládl až do své smrti v roce 1516, kdy nastoupil na trůn jeho vnuk Karel I. (V.) z rodu Habsburků, první španělský král. Jejich dcera Jana I. Šílená (poslední panovník Trastámarské dynastie) si totiž vzala za manželka Habsburka Filipa Sličného.
Aragonští králové z dynastie Trastámara:
- Ferdinand I. – (1412–1416), také král valencijský a sicilský, hrabě barcelonský
- Alfons V. – (1416–1458), také jako Alfons III. král valencijský, jako Alfons IV. hrabě barcelonský
- Jan II. – (1458–1479), také hrabě barcelonský, král navarrský, valencijský, sicilský
- Ferdinand II. – (1479–1516), také hrabě barcelonský, král (horno)navarrský, valencijský, sicilský jako Ferdinand I., neapolský král jako Ferdinand III., král manžel v Kastilii

Galerie
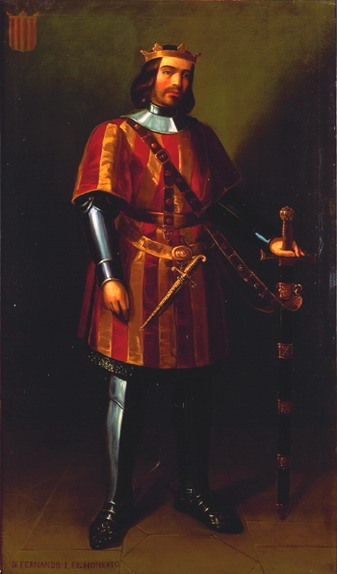
Ferdinand I.
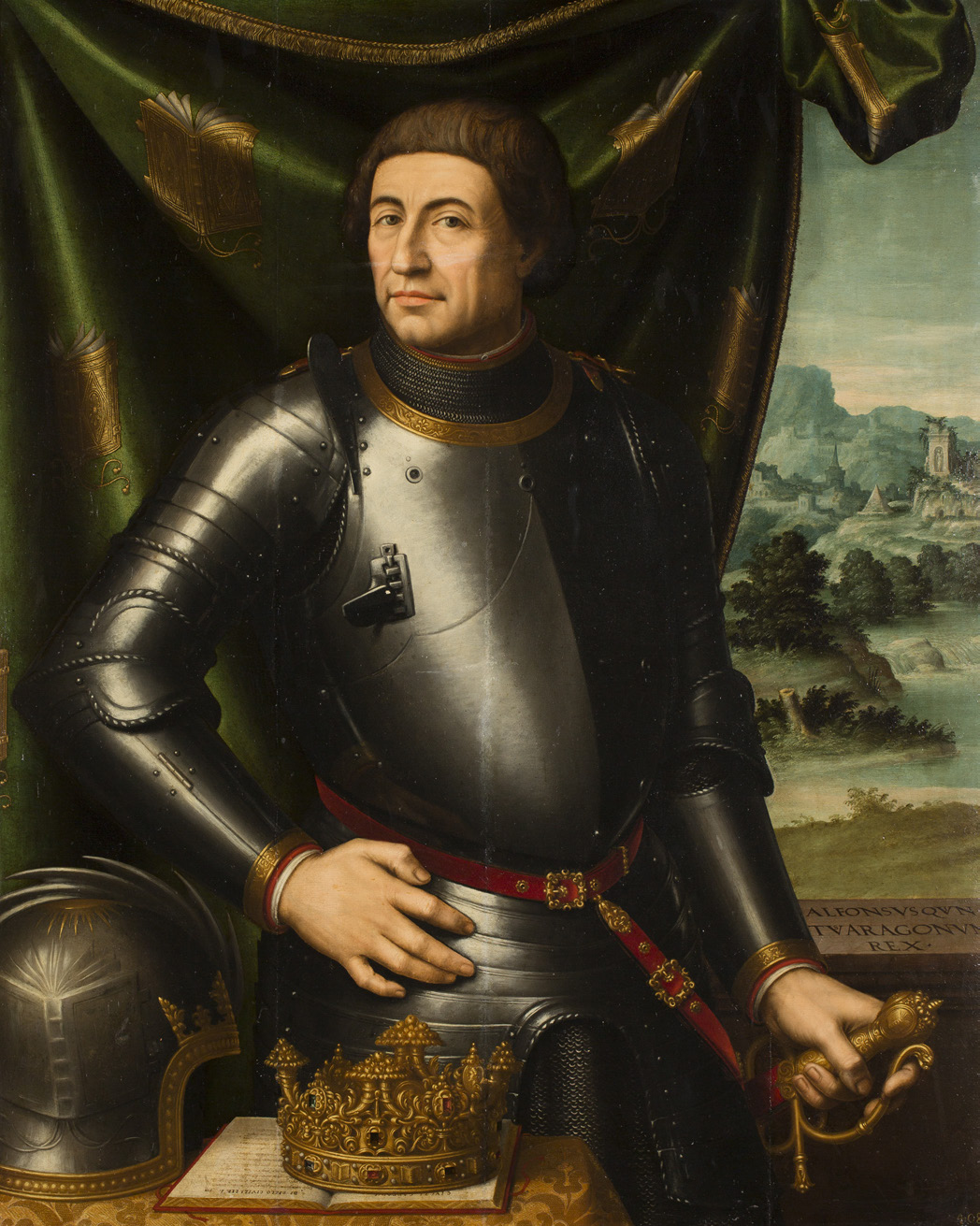
Alfons V.
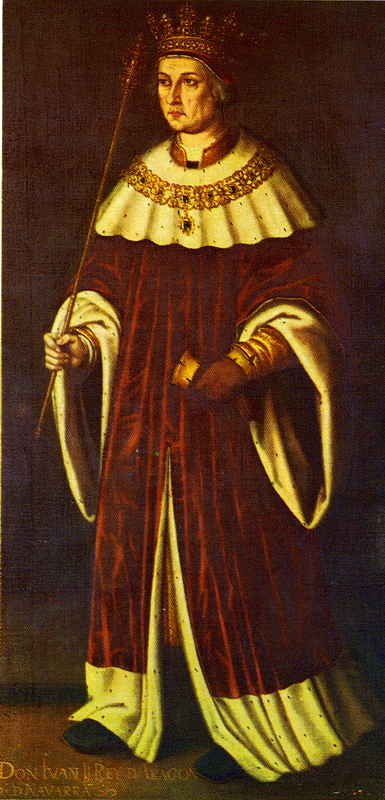
Jan II.
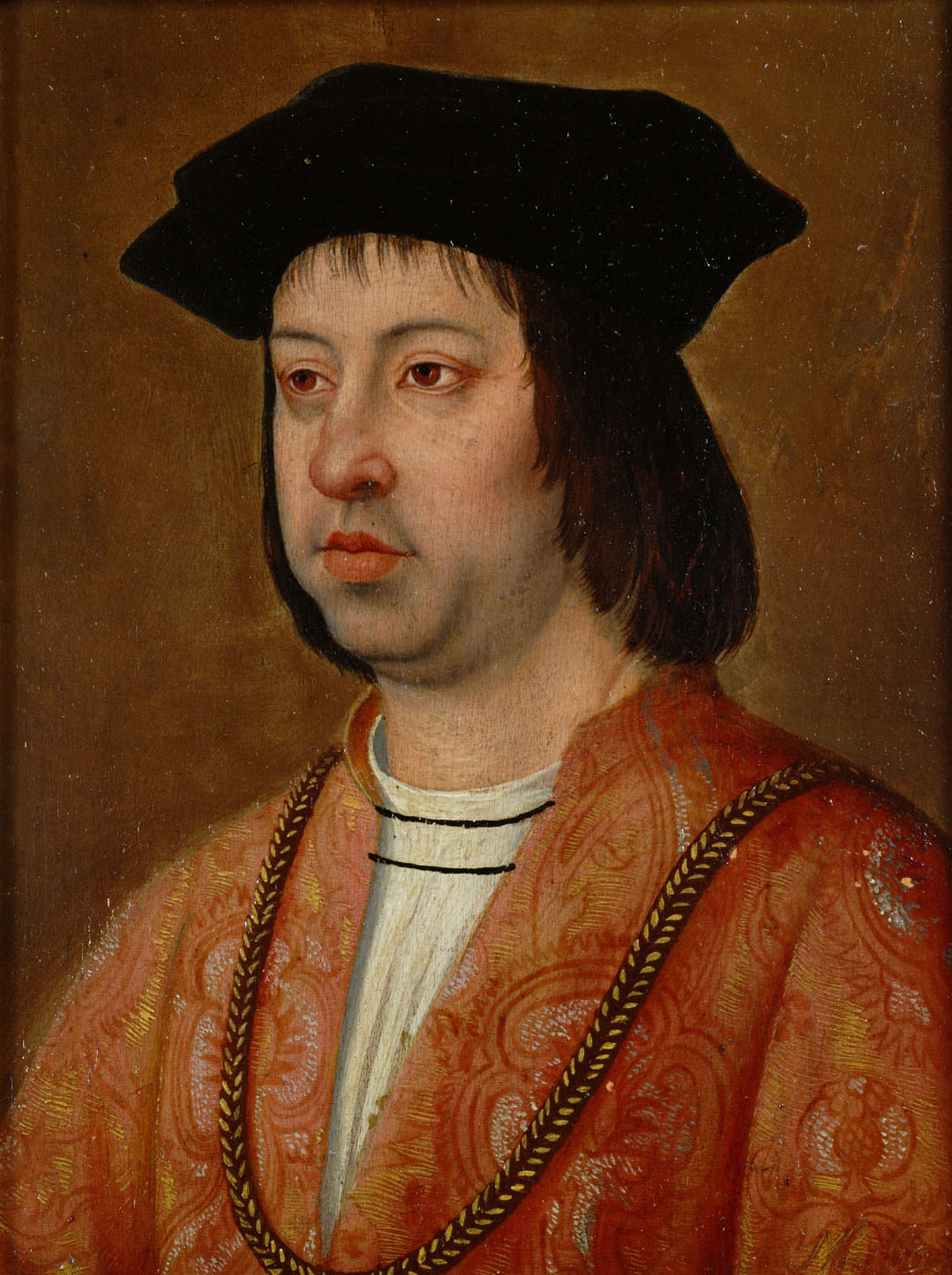
Ferdinand II.

## Rodokmen

### Legenda
kastilští panovníci: červená
aragonští panovníci: modrá
navarrští panovníci: oranžová
kastilští a aragonští panovníci (tedy španělští): zelená
pouze neapolští panovníci: fialová
—————— legitimní děti
— — — sňatek
........................ milostná aféra a nemanželské děti

### Rodokmen
|                                        |                                        |                                        |                                        |                                        |                                        |  |  | Marie Portugalská 1313–1357                              | Marie Portugalská 1313–1357                              | Marie Portugalská 1313–1357                              | Marie Portugalská 1313–1357                              | Marie Portugalská 1313–1357                              | Marie Portugalská 1313–1357                              |  |  | Alfons XI. 1311–1350 král kastilský vláda 1313–1350              | Alfons XI. 1311–1350 král kastilský vláda 1313–1350              | Alfons XI. 1311–1350 král kastilský vláda 1313–1350              | Alfons XI. 1311–1350 král kastilský vláda 1313–1350              | Alfons XI. 1311–1350 král kastilský vláda 1313–1350              | Alfons XI. 1311–1350 král kastilský vláda 1313–1350              |  |  | Eleonora z Guzmánu 1310–1351                     | Eleonora z Guzmánu 1310–1351                     | Eleonora z Guzmánu 1310–1351                     | Eleonora z Guzmánu 1310–1351                     | Eleonora z Guzmánu 1310–1351                     | Eleonora z Guzmánu 1310–1351                     |  |  |                                                              |                                                              |                                                              |                                                              |                                                              |                                                              |  |  |                                                                            |                                                                            |                                                                            |                                                                            |                                                                            |                                                                            |  |  |                                                    |                                                    |                                                    |                                                    |                                                    |                                                    |  |  |                                                                |                                                                |                                                                |                                                                |                                                                |                                                                |  |  |                                               |                                               |                                               |                                               |                                               |                                               |  |  |                                                          |                                                          |                                                          |                                                          |                                                          |                                                          |  |  |                                                        |                                                        |                                                        |                                                        |                                                        |                                                        |  |  |                                                                            |                                                                            |                                                                            |                                                                            |                                                                            |                                                                            |  |  |                                             |                                             |                                             |                                             |                                             |                                             |  |  |                                         |                                         |                                         |                                         |                                         |                                         |  |  |                                            |                                            |                                            |                                            |                                            |                                            |
|                                        |                                        |                                        |                                        |                                        |                                        |  |  | Marie Portugalská 1313–1357                              | Marie Portugalská 1313–1357                              | Marie Portugalská 1313–1357                              | Marie Portugalská 1313–1357                              | Marie Portugalská 1313–1357                              | Marie Portugalská 1313–1357                              |  |  | Alfons XI. 1311–1350 král kastilský vláda 1313–1350              | Alfons XI. 1311–1350 král kastilský vláda 1313–1350              | Alfons XI. 1311–1350 král kastilský vláda 1313–1350              | Alfons XI. 1311–1350 král kastilský vláda 1313–1350              | Alfons XI. 1311–1350 král kastilský vláda 1313–1350              | Alfons XI. 1311–1350 král kastilský vláda 1313–1350              |  |  | Eleonora z Guzmánu 1310–1351                     | Eleonora z Guzmánu 1310–1351                     | Eleonora z Guzmánu 1310–1351                     | Eleonora z Guzmánu 1310–1351                     | Eleonora z Guzmánu 1310–1351                     | Eleonora z Guzmánu 1310–1351                     |  |  |                                                              |                                                              |                                                              |                                                              |                                                              |                                                              |  |  |                                                                            |                                                                            |                                                                            |                                                                            |                                                                            |                                                                            |  |  |                                                    |                                                    |                                                    |                                                    |                                                    |                                                    |  |  |                                                                |                                                                |                                                                |                                                                |                                                                |                                                                |  |  |                                               |                                               |                                               |                                               |                                               |                                               |  |  |                                                          |                                                          |                                                          |                                                          |                                                          |                                                          |  |  |                                                        |                                                        |                                                        |                                                        |                                                        |                                                        |  |  |                                                                            |                                                                            |                                                                            |                                                                            |                                                                            |                                                                            |  |  |                                             |                                             |                                             |                                             |                                             |                                             |  |  |                                         |                                         |                                         |                                         |                                         |                                         |  |  |                                            |                                            |                                            |                                            |                                            |                                            |
|                                        |                                        |                                        |                                        |                                        |                                        |  |  |                                                          |                                                          |                                                          |                                                          |                                                          |                                                          |  |  |                                                                  |                                                                  |                                                                  |                                                                  |                                                                  |                                                                  |  |  |                                                  |                                                  |                                                  |                                                  |                                                  |                                                  |  |  |                                                              |                                                              |                                                              |                                                              |                                                              |                                                              |  |  |                                                                            |                                                                            |                                                                            |                                                                            |                                                                            |                                                                            |  |  |                                                    |                                                    |                                                    |                                                    |                                                    |                                                    |  |  |                                                                |                                                                |                                                                |                                                                |                                                                |                                                                |  |  |                                               |                                               |                                               |                                               |                                               |                                               |  |  |                                                          |                                                          |                                                          |                                                          |                                                          |                                                          |  |  |                                                        |                                                        |                                                        |                                                        |                                                        |                                                        |  |  |                                                                            |                                                                            |                                                                            |                                                                            |                                                                            |                                                                            |  |  |                                             |                                             |                                             |                                             |                                             |                                             |  |  |                                         |                                         |                                         |                                         |                                         |                                         |  |  |                                            |                                            |                                            |                                            |                                            |                                            |
|                                        |                                        |                                        |                                        |                                        |                                        |  |  |                                                          |                                                          |                                                          |                                                          |                                                          |                                                          |  |  |                                                                  |                                                                  |                                                                  |                                                                  |                                                                  |                                                                  |  |  |                                                  |                                                  |                                                  |                                                  |                                                  |                                                  |  |  |                                                              |                                                              |                                                              |                                                              |                                                              |                                                              |  |  |                                                                            |                                                                            |                                                                            |                                                                            |                                                                            |                                                                            |  |  |                                                    |                                                    |                                                    |                                                    |                                                    |                                                    |  |  |                                                                |                                                                |                                                                |                                                                |                                                                |                                                                |  |  |                                               |                                               |                                               |                                               |                                               |                                               |  |  |                                                          |                                                          |                                                          |                                                          |                                                          |                                                          |  |  |                                                        |                                                        |                                                        |                                                        |                                                        |                                                        |  |  |                                                                            |                                                                            |                                                                            |                                                                            |                                                                            |                                                                            |  |  |                                             |                                             |                                             |                                             |                                             |                                             |  |  |                                         |                                         |                                         |                                         |                                         |                                         |  |  |                                            |                                            |                                            |                                            |                                            |                                            |
|                                        |                                        |                                        |                                        |                                        |                                        |  |  | Petr 1334–1369 král kastilský vláda 1350–1366; 1367–1369 | Petr 1334–1369 král kastilský vláda 1350–1366; 1367–1369 | Petr 1334–1369 král kastilský vláda 1350–1366; 1367–1369 | Petr 1334–1369 král kastilský vláda 1350–1366; 1367–1369 | Petr 1334–1369 král kastilský vláda 1350–1366; 1367–1369 | Petr 1334–1369 král kastilský vláda 1350–1366; 1367–1369 |  |  | Jindřich II. 1334–1379 král kastilský vláda 1366–1367; 1369–1379 | Jindřich II. 1334–1379 král kastilský vláda 1366–1367; 1369–1379 | Jindřich II. 1334–1379 král kastilský vláda 1366–1367; 1369–1379 | Jindřich II. 1334–1379 král kastilský vláda 1366–1367; 1369–1379 | Jindřich II. 1334–1379 král kastilský vláda 1366–1367; 1369–1379 | Jindřich II. 1334–1379 král kastilský vláda 1366–1367; 1369–1379 |  |  | Juana Manuel z Villeny 1339–1381                 | Juana Manuel z Villeny 1339–1381                 | Juana Manuel z Villeny 1339–1381                 | Juana Manuel z Villeny 1339–1381                 | Juana Manuel z Villeny 1339–1381                 | Juana Manuel z Villeny 1339–1381                 |  |  |                                                              |                                                              |                                                              |                                                              |                                                              |                                                              |  |  |                                                                            |                                                                            |                                                                            |                                                                            |                                                                            |                                                                            |  |  |                                                    |                                                    |                                                    |                                                    |                                                    |                                                    |  |  |                                                                |                                                                |                                                                |                                                                |                                                                |                                                                |  |  |                                               |                                               |                                               |                                               |                                               |                                               |  |  |                                                          |                                                          |                                                          |                                                          |                                                          |                                                          |  |  |                                                        |                                                        |                                                        |                                                        |                                                        |                                                        |  |  |                                                                            |                                                                            |                                                                            |                                                                            |                                                                            |                                                                            |  |  |                                             |                                             |                                             |                                             |                                             |                                             |  |  |                                         |                                         |                                         |                                         |                                         |                                         |  |  |                                            |                                            |                                            |                                            |                                            |                                            |
|                                        |                                        |                                        |                                        |                                        |                                        |  |  | Petr 1334–1369 král kastilský vláda 1350–1366; 1367–1369 | Petr 1334–1369 král kastilský vláda 1350–1366; 1367–1369 | Petr 1334–1369 král kastilský vláda 1350–1366; 1367–1369 | Petr 1334–1369 král kastilský vláda 1350–1366; 1367–1369 | Petr 1334–1369 král kastilský vláda 1350–1366; 1367–1369 | Petr 1334–1369 král kastilský vláda 1350–1366; 1367–1369 |  |  | Jindřich II. 1334–1379 král kastilský vláda 1366–1367; 1369–1379 | Jindřich II. 1334–1379 král kastilský vláda 1366–1367; 1369–1379 | Jindřich II. 1334–1379 král kastilský vláda 1366–1367; 1369–1379 | Jindřich II. 1334–1379 král kastilský vláda 1366–1367; 1369–1379 | Jindřich II. 1334–1379 král kastilský vláda 1366–1367; 1369–1379 | Jindřich II. 1334–1379 král kastilský vláda 1366–1367; 1369–1379 |  |  | Juana Manuel z Villeny 1339–1381                 | Juana Manuel z Villeny 1339–1381                 | Juana Manuel z Villeny 1339–1381                 | Juana Manuel z Villeny 1339–1381                 | Juana Manuel z Villeny 1339–1381                 | Juana Manuel z Villeny 1339–1381                 |  |  |                                                              |                                                              |                                                              |                                                              |                                                              |                                                              |  |  |                                                                            |                                                                            |                                                                            |                                                                            |                                                                            |                                                                            |  |  |                                                    |                                                    |                                                    |                                                    |                                                    |                                                    |  |  |                                                                |                                                                |                                                                |                                                                |                                                                |                                                                |  |  |                                               |                                               |                                               |                                               |                                               |                                               |  |  |                                                          |                                                          |                                                          |                                                          |                                                          |                                                          |  |  |                                                        |                                                        |                                                        |                                                        |                                                        |                                                        |  |  |                                                                            |                                                                            |                                                                            |                                                                            |                                                                            |                                                                            |  |  |                                             |                                             |                                             |                                             |                                             |                                             |  |  |                                         |                                         |                                         |                                         |                                         |                                         |  |  |                                            |                                            |                                            |                                            |                                            |                                            |
|                                        |                                        |                                        |                                        |                                        |                                        |  |  |                                                          |                                                          |                                                          |                                                          |                                                          |                                                          |  |  |                                                                  |                                                                  |                                                                  |                                                                  |                                                                  |                                                                  |  |  |                                                  |                                                  |                                                  |                                                  |                                                  |                                                  |  |  |                                                              |                                                              |                                                              |                                                              |                                                              |                                                              |  |  |                                                                            |                                                                            |                                                                            |                                                                            |                                                                            |                                                                            |  |  |                                                    |                                                    |                                                    |                                                    |                                                    |                                                    |  |  |                                                                |                                                                |                                                                |                                                                |                                                                |                                                                |  |  |                                               |                                               |                                               |                                               |                                               |                                               |  |  |                                                          |                                                          |                                                          |                                                          |                                                          |                                                          |  |  |                                                        |                                                        |                                                        |                                                        |                                                        |                                                        |  |  |                                                                            |                                                                            |                                                                            |                                                                            |                                                                            |                                                                            |  |  |                                             |                                             |                                             |                                             |                                             |                                             |  |  |                                         |                                         |                                         |                                         |                                         |                                         |  |  |                                            |                                            |                                            |                                            |                                            |                                            |
|                                        |                                        |                                        |                                        |                                        |                                        |  |  |                                                          |                                                          |                                                          |                                                          |                                                          |                                                          |  |  |                                                                  |                                                                  |                                                                  |                                                                  |                                                                  |                                                                  |  |  |                                                  |                                                  |                                                  |                                                  |                                                  |                                                  |  |  |                                                              |                                                              |                                                              |                                                              |                                                              |                                                              |  |  |                                                                            |                                                                            |                                                                            |                                                                            |                                                                            |                                                                            |  |  |                                                    |                                                    |                                                    |                                                    |                                                    |                                                    |  |  |                                                                |                                                                |                                                                |                                                                |                                                                |                                                                |  |  |                                               |                                               |                                               |                                               |                                               |                                               |  |  |                                                          |                                                          |                                                          |                                                          |                                                          |                                                          |  |  |                                                        |                                                        |                                                        |                                                        |                                                        |                                                        |  |  |                                                                            |                                                                            |                                                                            |                                                                            |                                                                            |                                                                            |  |  |                                             |                                             |                                             |                                             |                                             |                                             |  |  |                                         |                                         |                                         |                                         |                                         |                                         |  |  |                                            |                                            |                                            |                                            |                                            |                                            |
|                                        |                                        |                                        |                                        |                                        |                                        |  |  | Konstancie vévodkyně z Lancasteru 1354–1394              | Konstancie vévodkyně z Lancasteru 1354–1394              | Konstancie vévodkyně z Lancasteru 1354–1394              | Konstancie vévodkyně z Lancasteru 1354–1394              | Konstancie vévodkyně z Lancasteru 1354–1394              | Konstancie vévodkyně z Lancasteru 1354–1394              |  |  | Jan I. 1358–1390 král kastilský 1379–1390                        | Jan I. 1358–1390 král kastilský 1379–1390                        | Jan I. 1358–1390 král kastilský 1379–1390                        | Jan I. 1358–1390 král kastilský 1379–1390                        | Jan I. 1358–1390 král kastilský 1379–1390                        | Jan I. 1358–1390 král kastilský 1379–1390                        |  |  | Eleonora Aragonská 1358–1382                     | Eleonora Aragonská 1358–1382                     | Eleonora Aragonská 1358–1382                     | Eleonora Aragonská 1358–1382                     | Eleonora Aragonská 1358–1382                     | Eleonora Aragonská 1358–1382                     |  |  |                                                              |                                                              |                                                              |                                                              |                                                              |                                                              |  |  |                                                                            |                                                                            |                                                                            |                                                                            |                                                                            |                                                                            |  |  | (nemanž.) Alfonso Enriquez hrabě z Gijónu a Noreñi | (nemanž.) Alfonso Enriquez hrabě z Gijónu a Noreñi | (nemanž.) Alfonso Enriquez hrabě z Gijónu a Noreñi | (nemanž.) Alfonso Enriquez hrabě z Gijónu a Noreñi | (nemanž.) Alfonso Enriquez hrabě z Gijónu a Noreñi | (nemanž.) Alfonso Enriquez hrabě z Gijónu a Noreñi |  |  |                                                                |                                                                |                                                                |                                                                |                                                                |                                                                |  |  |                                               |                                               |                                               |                                               |                                               |                                               |  |  |                                                          |                                                          |                                                          |                                                          |                                                          |                                                          |  |  |                                                        |                                                        |                                                        |                                                        |                                                        |                                                        |  |  |                                                                            |                                                                            |                                                                            |                                                                            |                                                                            |                                                                            |  |  |                                             |                                             |                                             |                                             |                                             |                                             |  |  |                                         |                                         |                                         |                                         |                                         |                                         |  |  |                                            |                                            |                                            |                                            |                                            |                                            |
|                                        |                                        |                                        |                                        |                                        |                                        |  |  | Konstancie vévodkyně z Lancasteru 1354–1394              | Konstancie vévodkyně z Lancasteru 1354–1394              | Konstancie vévodkyně z Lancasteru 1354–1394              | Konstancie vévodkyně z Lancasteru 1354–1394              | Konstancie vévodkyně z Lancasteru 1354–1394              | Konstancie vévodkyně z Lancasteru 1354–1394              |  |  | Jan I. 1358–1390 král kastilský 1379–1390                        | Jan I. 1358–1390 král kastilský 1379–1390                        | Jan I. 1358–1390 král kastilský 1379–1390                        | Jan I. 1358–1390 král kastilský 1379–1390                        | Jan I. 1358–1390 král kastilský 1379–1390                        | Jan I. 1358–1390 král kastilský 1379–1390                        |  |  | Eleonora Aragonská 1358–1382                     | Eleonora Aragonská 1358–1382                     | Eleonora Aragonská 1358–1382                     | Eleonora Aragonská 1358–1382                     | Eleonora Aragonská 1358–1382                     | Eleonora Aragonská 1358–1382                     |  |  |                                                              |                                                              |                                                              |                                                              |                                                              |                                                              |  |  |                                                                            |                                                                            |                                                                            |                                                                            |                                                                            |                                                                            |  |  | (nemanž.) Alfonso Enriquez hrabě z Gijónu a Noreñi | (nemanž.) Alfonso Enriquez hrabě z Gijónu a Noreñi | (nemanž.) Alfonso Enriquez hrabě z Gijónu a Noreñi | (nemanž.) Alfonso Enriquez hrabě z Gijónu a Noreñi | (nemanž.) Alfonso Enriquez hrabě z Gijónu a Noreñi | (nemanž.) Alfonso Enriquez hrabě z Gijónu a Noreñi |  |  |                                                                |                                                                |                                                                |                                                                |                                                                |                                                                |  |  |                                               |                                               |                                               |                                               |                                               |                                               |  |  |                                                          |                                                          |                                                          |                                                          |                                                          |                                                          |  |  |                                                        |                                                        |                                                        |                                                        |                                                        |                                                        |  |  |                                                                            |                                                                            |                                                                            |                                                                            |                                                                            |                                                                            |  |  |                                             |                                             |                                             |                                             |                                             |                                             |  |  |                                         |                                         |                                         |                                         |                                         |                                         |  |  |                                            |                                            |                                            |                                            |                                            |                                            |
|                                        |                                        |                                        |                                        |                                        |                                        |  |  |                                                          |                                                          |                                                          |                                                          |                                                          |                                                          |  |  |                                                                  |                                                                  |                                                                  |                                                                  |                                                                  |                                                                  |  |  |                                                  |                                                  |                                                  |                                                  |                                                  |                                                  |  |  |                                                              |                                                              |                                                              |                                                              |                                                              |                                                              |  |  |                                                                            |                                                                            |                                                                            |                                                                            |                                                                            |                                                                            |  |  |                                                    |                                                    |                                                    |                                                    |                                                    |                                                    |  |  |                                                                |                                                                |                                                                |                                                                |                                                                |                                                                |  |  |                                               |                                               |                                               |                                               |                                               |                                               |  |  |                                                          |                                                          |                                                          |                                                          |                                                          |                                                          |  |  |                                                        |                                                        |                                                        |                                                        |                                                        |                                                        |  |  |                                                                            |                                                                            |                                                                            |                                                                            |                                                                            |                                                                            |  |  |                                             |                                             |                                             |                                             |                                             |                                             |  |  |                                         |                                         |                                         |                                         |                                         |                                         |  |  |                                            |                                            |                                            |                                            |                                            |                                            |
|                                        |                                        |                                        |                                        |                                        |                                        |  |  |                                                          |                                                          |                                                          |                                                          |                                                          |                                                          |  |  |                                                                  |                                                                  |                                                                  |                                                                  |                                                                  |                                                                  |  |  |                                                  |                                                  |                                                  |                                                  |                                                  |                                                  |  |  |                                                              |                                                              |                                                              |                                                              |                                                              |                                                              |  |  |                                                                            |                                                                            |                                                                            |                                                                            |                                                                            |                                                                            |  |  |                                                    |                                                    |                                                    |                                                    |                                                    |                                                    |  |  |                                                                |                                                                |                                                                |                                                                |                                                                |                                                                |  |  |                                               |                                               |                                               |                                               |                                               |                                               |  |  |                                                          |                                                          |                                                          |                                                          |                                                          |                                                          |  |  |                                                        |                                                        |                                                        |                                                        |                                                        |                                                        |  |  |                                                                            |                                                                            |                                                                            |                                                                            |                                                                            |                                                                            |  |  |                                             |                                             |                                             |                                             |                                             |                                             |  |  |                                         |                                         |                                         |                                         |                                         |                                         |  |  |                                            |                                            |                                            |                                            |                                            |                                            |
|                                        |                                        |                                        |                                        |                                        |                                        |  |  | Kateřina of Lancaster 1373–1418                          | Kateřina of Lancaster 1373–1418                          | Kateřina of Lancaster 1373–1418                          | Kateřina of Lancaster 1373–1418                          | Kateřina of Lancaster 1373–1418                          | Kateřina of Lancaster 1373–1418                          |  |  | Jindřich III. 1379–1406 král kastilský 1390–1406                 | Jindřich III. 1379–1406 král kastilský 1390–1406                 | Jindřich III. 1379–1406 král kastilský 1390–1406                 | Jindřich III. 1379–1406 král kastilský 1390–1406                 | Jindřich III. 1379–1406 král kastilský 1390–1406                 | Jindřich III. 1379–1406 král kastilský 1390–1406                 |  |  |                                                  |                                                  |                                                  |                                                  |                                                  |                                                  |  |  | Ferdinand I. 1380–1416 král aragonský 1412–1416              | Ferdinand I. 1380–1416 král aragonský 1412–1416              | Ferdinand I. 1380–1416 král aragonský 1412–1416              | Ferdinand I. 1380–1416 král aragonský 1412–1416              | Ferdinand I. 1380–1416 král aragonský 1412–1416              | Ferdinand I. 1380–1416 král aragonský 1412–1416              |  |  | Eleonora hraběnka z Alburquerque 1374–1435                                 | Eleonora hraběnka z Alburquerque 1374–1435                                 | Eleonora hraběnka z Alburquerque 1374–1435                                 | Eleonora hraběnka z Alburquerque 1374–1435                                 | Eleonora hraběnka z Alburquerque 1374–1435                                 | Eleonora hraběnka z Alburquerque 1374–1435                                 |  |  | Fernando de Noronha hrabě z Vila Real              | Fernando de Noronha hrabě z Vila Real              | Fernando de Noronha hrabě z Vila Real              | Fernando de Noronha hrabě z Vila Real              | Fernando de Noronha hrabě z Vila Real              | Fernando de Noronha hrabě z Vila Real              |  |  |                                                                |                                                                |                                                                |                                                                |                                                                |                                                                |  |  |                                               |                                               |                                               |                                               |                                               |                                               |  |  |                                                          |                                                          |                                                          |                                                          |                                                          |                                                          |  |  |                                                        |                                                        |                                                        |                                                        |                                                        |                                                        |  |  |                                                                            |                                                                            |                                                                            |                                                                            |                                                                            |                                                                            |  |  |                                             |                                             |                                             |                                             |                                             |                                             |  |  |                                         |                                         |                                         |                                         |                                         |                                         |  |  |                                            |                                            |                                            |                                            |                                            |                                            |
|                                        |                                        |                                        |                                        |                                        |                                        |  |  | Kateřina of Lancaster 1373–1418                          | Kateřina of Lancaster 1373–1418                          | Kateřina of Lancaster 1373–1418                          | Kateřina of Lancaster 1373–1418                          | Kateřina of Lancaster 1373–1418                          | Kateřina of Lancaster 1373–1418                          |  |  | Jindřich III. 1379–1406 král kastilský 1390–1406                 | Jindřich III. 1379–1406 král kastilský 1390–1406                 | Jindřich III. 1379–1406 král kastilský 1390–1406                 | Jindřich III. 1379–1406 král kastilský 1390–1406                 | Jindřich III. 1379–1406 král kastilský 1390–1406                 | Jindřich III. 1379–1406 král kastilský 1390–1406                 |  |  |                                                  |                                                  |                                                  |                                                  |                                                  |                                                  |  |  | Ferdinand I. 1380–1416 král aragonský 1412–1416              | Ferdinand I. 1380–1416 král aragonský 1412–1416              | Ferdinand I. 1380–1416 král aragonský 1412–1416              | Ferdinand I. 1380–1416 král aragonský 1412–1416              | Ferdinand I. 1380–1416 král aragonský 1412–1416              | Ferdinand I. 1380–1416 král aragonský 1412–1416              |  |  | Eleonora hraběnka z Alburquerque 1374–1435                                 | Eleonora hraběnka z Alburquerque 1374–1435                                 | Eleonora hraběnka z Alburquerque 1374–1435                                 | Eleonora hraběnka z Alburquerque 1374–1435                                 | Eleonora hraběnka z Alburquerque 1374–1435                                 | Eleonora hraběnka z Alburquerque 1374–1435                                 |  |  | Fernando de Noronha hrabě z Vila Real              | Fernando de Noronha hrabě z Vila Real              | Fernando de Noronha hrabě z Vila Real              | Fernando de Noronha hrabě z Vila Real              | Fernando de Noronha hrabě z Vila Real              | Fernando de Noronha hrabě z Vila Real              |  |  |                                                                |                                                                |                                                                |                                                                |                                                                |                                                                |  |  |                                               |                                               |                                               |                                               |                                               |                                               |  |  |                                                          |                                                          |                                                          |                                                          |                                                          |                                                          |  |  |                                                        |                                                        |                                                        |                                                        |                                                        |                                                        |  |  |                                                                            |                                                                            |                                                                            |                                                                            |                                                                            |                                                                            |  |  |                                             |                                             |                                             |                                             |                                             |                                             |  |  |                                         |                                         |                                         |                                         |                                         |                                         |  |  |                                            |                                            |                                            |                                            |                                            |                                            |
|                                        |                                        |                                        |                                        |                                        |                                        |  |  |                                                          |                                                          |                                                          |                                                          |                                                          |                                                          |  |  |                                                                  |                                                                  |                                                                  |                                                                  |                                                                  |                                                                  |  |  |                                                  |                                                  |                                                  |                                                  |                                                  |                                                  |  |  |                                                              |                                                              |                                                              |                                                              |                                                              |                                                              |  |  |                                                                            |                                                                            |                                                                            |                                                                            |                                                                            |                                                                            |  |  |                                                    |                                                    |                                                    |                                                    |                                                    |                                                    |  |  |                                                                |                                                                |                                                                |                                                                |                                                                |                                                                |  |  |                                               |                                               |                                               |                                               |                                               |                                               |  |  |                                                          |                                                          |                                                          |                                                          |                                                          |                                                          |  |  |                                                        |                                                        |                                                        |                                                        |                                                        |                                                        |  |  |                                                                            |                                                                            |                                                                            |                                                                            |                                                                            |                                                                            |  |  |                                             |                                             |                                             |                                             |                                             |                                             |  |  |                                         |                                         |                                         |                                         |                                         |                                         |  |  |                                            |                                            |                                            |                                            |                                            |                                            |
|                                        |                                        |                                        |                                        |                                        |                                        |  |  |                                                          |                                                          |                                                          |                                                          |                                                          |                                                          |  |  |                                                                  |                                                                  |                                                                  |                                                                  |                                                                  |                                                                  |  |  |                                                  |                                                  |                                                  |                                                  |                                                  |                                                  |  |  |                                                              |                                                              |                                                              |                                                              |                                                              |                                                              |  |  |                                                                            |                                                                            |                                                                            |                                                                            |                                                                            |                                                                            |  |  |                                                    |                                                    |                                                    |                                                    |                                                    |                                                    |  |  |                                                                |                                                                |                                                                |                                                                |                                                                |                                                                |  |  |                                               |                                               |                                               |                                               |                                               |                                               |  |  |                                                          |                                                          |                                                          |                                                          |                                                          |                                                          |  |  |                                                        |                                                        |                                                        |                                                        |                                                        |                                                        |  |  |                                                                            |                                                                            |                                                                            |                                                                            |                                                                            |                                                                            |  |  |                                             |                                             |                                             |                                             |                                             |                                             |  |  |                                         |                                         |                                         |                                         |                                         |                                         |  |  |                                            |                                            |                                            |                                            |                                            |                                            |
|                                        |                                        |                                        |                                        |                                        |                                        |  |  |                                                          |                                                          |                                                          |                                                          |                                                          |                                                          |  |  |                                                                  |                                                                  |                                                                  |                                                                  |                                                                  |                                                                  |  |  |                                                  |                                                  |                                                  |                                                  |                                                  |                                                  |  |  |                                                              |                                                              |                                                              |                                                              |                                                              |                                                              |  |  |                                                                            |                                                                            |                                                                            |                                                                            |                                                                            |                                                                            |  |  |                                                    |                                                    |                                                    |                                                    |                                                    |                                                    |  |  |                                                                |                                                                |                                                                |                                                                |                                                                |                                                                |  |  |                                               |                                               |                                               |                                               |                                               |                                               |  |  |                                                          |                                                          |                                                          |                                                          |                                                          |                                                          |  |  |                                                        |                                                        |                                                        |                                                        |                                                        |                                                        |  |  |                                                                            |                                                                            |                                                                            |                                                                            |                                                                            |                                                                            |  |  |                                             |                                             |                                             |                                             |                                             |                                             |  |  |                                         |                                         |                                         |                                         |                                         |                                         |  |  |                                            |                                            |                                            |                                            |                                            |                                            |
|                                        |                                        |                                        |                                        |                                        |                                        |  |  |                                                          |                                                          |                                                          |                                                          |                                                          |                                                          |  |  |                                                                  |                                                                  |                                                                  |                                                                  |                                                                  |                                                                  |  |  |                                                  |                                                  |                                                  |                                                  |                                                  |                                                  |  |  |                                                              |                                                              |                                                              |                                                              |                                                              |                                                              |  |  |                                                                            |                                                                            |                                                                            |                                                                            |                                                                            |                                                                            |  |  |                                                    |                                                    |                                                    |                                                    |                                                    |                                                    |  |  |                                                                |                                                                |                                                                |                                                                |                                                                |                                                                |  |  |                                               |                                               |                                               |                                               |                                               |                                               |  |  |                                                          |                                                          |                                                          |                                                          |                                                          |                                                          |  |  |                                                        |                                                        |                                                        |                                                        |                                                        |                                                        |  |  |                                                                            |                                                                            |                                                                            |                                                                            |                                                                            |                                                                            |  |  |                                             |                                             |                                             |                                             |                                             |                                             |  |  |                                         |                                         |                                         |                                         |                                         |                                         |  |  |                                            |                                            |                                            |                                            |                                            |                                            |
|                                        |                                        |                                        |                                        |                                        |                                        |  |  | Jan II. 1405–1454 král kastilský 1406–1454               | Jan II. 1405–1454 král kastilský 1406–1454               | Jan II. 1405–1454 král kastilský 1406–1454               | Jan II. 1405–1454 král kastilský 1406–1454               | Jan II. 1405–1454 král kastilský 1406–1454               | Jan II. 1405–1454 král kastilský 1406–1454               |  |  | Marie Aragonská 1403–1445                                        | Marie Aragonská 1403–1445                                        | Marie Aragonská 1403–1445                                        | Marie Aragonská 1403–1445                                        | Marie Aragonská 1403–1445                                        | Marie Aragonská 1403–1445                                        |  |  | Juana Enríquez de Córdoba 1425–1468              | Juana Enríquez de Córdoba 1425–1468              | Juana Enríquez de Córdoba 1425–1468              | Juana Enríquez de Córdoba 1425–1468              | Juana Enríquez de Córdoba 1425–1468              | Juana Enríquez de Córdoba 1425–1468              |  |  | Jan II. 1398–1479 král aragonský 1458–1479                   | Jan II. 1398–1479 král aragonský 1458–1479                   | Jan II. 1398–1479 král aragonský 1458–1479                   | Jan II. 1398–1479 král aragonský 1458–1479                   | Jan II. 1398–1479 král aragonský 1458–1479                   | Jan II. 1398–1479 král aragonský 1458–1479                   |  |  | Blanka I. 1387–1441 královna navarrská 1425–1441                           | Blanka I. 1387–1441 královna navarrská 1425–1441                           | Blanka I. 1387–1441 královna navarrská 1425–1441                           | Blanka I. 1387–1441 královna navarrská 1425–1441                           | Blanka I. 1387–1441 královna navarrská 1425–1441                           | Blanka I. 1387–1441 královna navarrská 1425–1441                           |  |  |                                                    |                                                    |                                                    |                                                    |                                                    |                                                    |  |  |                                                                |                                                                |                                                                |                                                                |                                                                |                                                                |  |  |                                               |                                               |                                               |                                               |                                               |                                               |  |  |                                                          |                                                          |                                                          |                                                          |                                                          |                                                          |  |  | Marie Kastilská 1401–1458                              | Marie Kastilská 1401–1458                              | Marie Kastilská 1401–1458                              | Marie Kastilská 1401–1458                              | Marie Kastilská 1401–1458                              | Marie Kastilská 1401–1458                              |  |  | Alfons V. 1396–1458 král aragonský 1416–1458                               | Alfons V. 1396–1458 král aragonský 1416–1458                               | Alfons V. 1396–1458 král aragonský 1416–1458                               | Alfons V. 1396–1458 král aragonský 1416–1458                               | Alfons V. 1396–1458 král aragonský 1416–1458                               | Alfons V. 1396–1458 král aragonský 1416–1458                               |  |  | Jindřich vévoda z Villeny                   | Jindřich vévoda z Villeny                   | Jindřich vévoda z Villeny                   | Jindřich vévoda z Villeny                   | Jindřich vévoda z Villeny                   | Jindřich vévoda z Villeny                   |  |  | Petr hrabě z Alburquerque               | Petr hrabě z Alburquerque               | Petr hrabě z Alburquerque               | Petr hrabě z Alburquerque               | Petr hrabě z Alburquerque               | Petr hrabě z Alburquerque               |  |  |                                            |                                            |                                            |                                            |                                            |                                            |
|                                        |                                        |                                        |                                        |                                        |                                        |  |  | Jan II. 1405–1454 král kastilský 1406–1454               | Jan II. 1405–1454 král kastilský 1406–1454               | Jan II. 1405–1454 král kastilský 1406–1454               | Jan II. 1405–1454 král kastilský 1406–1454               | Jan II. 1405–1454 král kastilský 1406–1454               | Jan II. 1405–1454 král kastilský 1406–1454               |  |  | Marie Aragonská 1403–1445                                        | Marie Aragonská 1403–1445                                        | Marie Aragonská 1403–1445                                        | Marie Aragonská 1403–1445                                        | Marie Aragonská 1403–1445                                        | Marie Aragonská 1403–1445                                        |  |  | Juana Enríquez de Córdoba 1425–1468              | Juana Enríquez de Córdoba 1425–1468              | Juana Enríquez de Córdoba 1425–1468              | Juana Enríquez de Córdoba 1425–1468              | Juana Enríquez de Córdoba 1425–1468              | Juana Enríquez de Córdoba 1425–1468              |  |  | Jan II. 1398–1479 král aragonský 1458–1479                   | Jan II. 1398–1479 král aragonský 1458–1479                   | Jan II. 1398–1479 král aragonský 1458–1479                   | Jan II. 1398–1479 král aragonský 1458–1479                   | Jan II. 1398–1479 král aragonský 1458–1479                   | Jan II. 1398–1479 král aragonský 1458–1479                   |  |  | Blanka I. 1387–1441 královna navarrská 1425–1441                           | Blanka I. 1387–1441 královna navarrská 1425–1441                           | Blanka I. 1387–1441 královna navarrská 1425–1441                           | Blanka I. 1387–1441 královna navarrská 1425–1441                           | Blanka I. 1387–1441 královna navarrská 1425–1441                           | Blanka I. 1387–1441 královna navarrská 1425–1441                           |  |  |                                                    |                                                    |                                                    |                                                    |                                                    |                                                    |  |  |                                                                |                                                                |                                                                |                                                                |                                                                |                                                                |  |  |                                               |                                               |                                               |                                               |                                               |                                               |  |  |                                                          |                                                          |                                                          |                                                          |                                                          |                                                          |  |  | Marie Kastilská 1401–1458                              | Marie Kastilská 1401–1458                              | Marie Kastilská 1401–1458                              | Marie Kastilská 1401–1458                              | Marie Kastilská 1401–1458                              | Marie Kastilská 1401–1458                              |  |  | Alfons V. 1396–1458 král aragonský 1416–1458                               | Alfons V. 1396–1458 král aragonský 1416–1458                               | Alfons V. 1396–1458 král aragonský 1416–1458                               | Alfons V. 1396–1458 král aragonský 1416–1458                               | Alfons V. 1396–1458 král aragonský 1416–1458                               | Alfons V. 1396–1458 král aragonský 1416–1458                               |  |  | Jindřich vévoda z Villeny                   | Jindřich vévoda z Villeny                   | Jindřich vévoda z Villeny                   | Jindřich vévoda z Villeny                   | Jindřich vévoda z Villeny                   | Jindřich vévoda z Villeny                   |  |  | Petr hrabě z Alburquerque               | Petr hrabě z Alburquerque               | Petr hrabě z Alburquerque               | Petr hrabě z Alburquerque               | Petr hrabě z Alburquerque               | Petr hrabě z Alburquerque               |  |  |                                            |                                            |                                            |                                            |                                            |                                            |
|                                        |                                        |                                        |                                        |                                        |                                        |  |  |                                                          |                                                          |                                                          |                                                          |                                                          |                                                          |  |  |                                                                  |                                                                  |                                                                  |                                                                  |                                                                  |                                                                  |  |  |                                                  |                                                  |                                                  |                                                  |                                                  |                                                  |  |  |                                                              |                                                              |                                                              |                                                              |                                                              |                                                              |  |  |                                                                            |                                                                            |                                                                            |                                                                            |                                                                            |                                                                            |  |  |                                                    |                                                    |                                                    |                                                    |                                                    |                                                    |  |  |                                                                |                                                                |                                                                |                                                                |                                                                |                                                                |  |  |                                               |                                               |                                               |                                               |                                               |                                               |  |  |                                                          |                                                          |                                                          |                                                          |                                                          |                                                          |  |  |                                                        |                                                        |                                                        |                                                        |                                                        |                                                        |  |  |                                                                            |                                                                            |                                                                            |                                                                            |                                                                            |                                                                            |  |  |                                             |                                             |                                             |                                             |                                             |                                             |  |  |                                         |                                         |                                         |                                         |                                         |                                         |  |  |                                            |                                            |                                            |                                            |                                            |                                            |
|                                        |                                        |                                        |                                        |                                        |                                        |  |  |                                                          |                                                          |                                                          |                                                          |                                                          |                                                          |  |  |                                                                  |                                                                  |                                                                  |                                                                  |                                                                  |                                                                  |  |  |                                                  |                                                  |                                                  |                                                  |                                                  |                                                  |  |  |                                                              |                                                              |                                                              |                                                              |                                                              |                                                              |  |  |                                                                            |                                                                            |                                                                            |                                                                            |                                                                            |                                                                            |  |  |                                                    |                                                    |                                                    |                                                    |                                                    |                                                    |  |  |                                                                |                                                                |                                                                |                                                                |                                                                |                                                                |  |  |                                               |                                               |                                               |                                               |                                               |                                               |  |  |                                                          |                                                          |                                                          |                                                          |                                                          |                                                          |  |  |                                                        |                                                        |                                                        |                                                        |                                                        |                                                        |  |  |                                                                            |                                                                            |                                                                            |                                                                            |                                                                            |                                                                            |  |  |                                             |                                             |                                             |                                             |                                             |                                             |  |  |                                         |                                         |                                         |                                         |                                         |                                         |  |  |                                            |                                            |                                            |                                            |                                            |                                            |
| Alfons kníže z Asturie                 | Alfons kníže z Asturie                 | Alfons kníže z Asturie                 | Alfons kníže z Asturie                 | Alfons kníže z Asturie                 | Alfons kníže z Asturie                 |  |  | Jindřich IV. 1425–1474 král kastilský 1454–1474          | Jindřich IV. 1425–1474 král kastilský 1454–1474          | Jindřich IV. 1425–1474 král kastilský 1454–1474          | Jindřich IV. 1425–1474 král kastilský 1454–1474          | Jindřich IV. 1425–1474 král kastilský 1454–1474          | Jindřich IV. 1425–1474 král kastilský 1454–1474          |  |  | Isabela I. 1451–1504 královna kastilská 1474–1504                | Isabela I. 1451–1504 královna kastilská 1474–1504                | Isabela I. 1451–1504 královna kastilská 1474–1504                | Isabela I. 1451–1504 královna kastilská 1474–1504                | Isabela I. 1451–1504 královna kastilská 1474–1504                | Isabela I. 1451–1504 královna kastilská 1474–1504                |  |  | Ferdinand II. 1452–1516 král aragonský 1479–1516 | Ferdinand II. 1452–1516 král aragonský 1479–1516 | Ferdinand II. 1452–1516 král aragonský 1479–1516 | Ferdinand II. 1452–1516 král aragonský 1479–1516 | Ferdinand II. 1452–1516 král aragonský 1479–1516 | Ferdinand II. 1452–1516 král aragonský 1479–1516 |  |  | Karel IV. 1421–1461 de iure král navarrský 1441–1461         | Karel IV. 1421–1461 de iure král navarrský 1441–1461         | Karel IV. 1421–1461 de iure král navarrský 1441–1461         | Karel IV. 1421–1461 de iure král navarrský 1441–1461         | Karel IV. 1421–1461 de iure král navarrský 1441–1461         | Karel IV. 1421–1461 de iure král navarrský 1441–1461         |  |  | Blanka II. 1424–1464 de iure královna navarrská 1461–1464                  | Blanka II. 1424–1464 de iure královna navarrská 1461–1464                  | Blanka II. 1424–1464 de iure královna navarrská 1461–1464                  | Blanka II. 1424–1464 de iure královna navarrská 1461–1464                  | Blanka II. 1424–1464 de iure královna navarrská 1461–1464                  | Blanka II. 1424–1464 de iure královna navarrská 1461–1464                  |  |  | Eleonora 1426–1479 královna navarrská 1479         | Eleonora 1426–1479 královna navarrská 1479         | Eleonora 1426–1479 královna navarrská 1479         | Eleonora 1426–1479 královna navarrská 1479         | Eleonora 1426–1479 královna navarrská 1479         | Eleonora 1426–1479 královna navarrská 1479         |  |  | Maxmilián I. císař Svaté říše římské 1459–1519 vláda 1486–1519 | Maxmilián I. císař Svaté říše římské 1459–1519 vláda 1486–1519 | Maxmilián I. císař Svaté říše římské 1459–1519 vláda 1486–1519 | Maxmilián I. císař Svaté říše římské 1459–1519 vláda 1486–1519 | Maxmilián I. císař Svaté říše římské 1459–1519 vláda 1486–1519 | Maxmilián I. císař Svaté říše římské 1459–1519 vláda 1486–1519 |  |  | (nemanž.) Alfonso vévoda z Villahermosy       | (nemanž.) Alfonso vévoda z Villahermosy       | (nemanž.) Alfonso vévoda z Villahermosy       | (nemanž.) Alfonso vévoda z Villahermosy       | (nemanž.) Alfonso vévoda z Villahermosy       | (nemanž.) Alfonso vévoda z Villahermosy       |  |  | (nemanž.) Juan arcibiskup zaragozský                     | (nemanž.) Juan arcibiskup zaragozský                     | (nemanž.) Juan arcibiskup zaragozský                     | (nemanž.) Juan arcibiskup zaragozský                     | (nemanž.) Juan arcibiskup zaragozský                     | (nemanž.) Juan arcibiskup zaragozský                     |  |  |                                                        |                                                        |                                                        |                                                        |                                                        |                                                        |  |  | Ferdinand I. 1423–1494 král neapolský 1458–1494 neapolská královská rodina | Ferdinand I. 1423–1494 král neapolský 1458–1494 neapolská královská rodina | Ferdinand I. 1423–1494 král neapolský 1458–1494 neapolská královská rodina | Ferdinand I. 1423–1494 král neapolský 1458–1494 neapolská královská rodina | Ferdinand I. 1423–1494 král neapolský 1458–1494 neapolská královská rodina | Ferdinand I. 1423–1494 král neapolský 1458–1494 neapolská královská rodina |  |  | Enrique hrabě z Empúries, vévoda ze Segorbe | Enrique hrabě z Empúries, vévoda ze Segorbe | Enrique hrabě z Empúries, vévoda ze Segorbe | Enrique hrabě z Empúries, vévoda ze Segorbe | Enrique hrabě z Empúries, vévoda ze Segorbe | Enrique hrabě z Empúries, vévoda ze Segorbe |  |  |                                         |                                         |                                         |                                         |                                         |                                         |  |  |                                            |                                            |                                            |                                            |                                            |                                            |
| Alfons kníže z Asturie                 | Alfons kníže z Asturie                 | Alfons kníže z Asturie                 | Alfons kníže z Asturie                 | Alfons kníže z Asturie                 | Alfons kníže z Asturie                 |  |  | Jindřich IV. 1425–1474 král kastilský 1454–1474          | Jindřich IV. 1425–1474 král kastilský 1454–1474          | Jindřich IV. 1425–1474 král kastilský 1454–1474          | Jindřich IV. 1425–1474 král kastilský 1454–1474          | Jindřich IV. 1425–1474 král kastilský 1454–1474          | Jindřich IV. 1425–1474 král kastilský 1454–1474          |  |  | Isabela I. 1451–1504 královna kastilská 1474–1504                | Isabela I. 1451–1504 královna kastilská 1474–1504                | Isabela I. 1451–1504 královna kastilská 1474–1504                | Isabela I. 1451–1504 královna kastilská 1474–1504                | Isabela I. 1451–1504 královna kastilská 1474–1504                | Isabela I. 1451–1504 královna kastilská 1474–1504                |  |  | Ferdinand II. 1452–1516 král aragonský 1479–1516 | Ferdinand II. 1452–1516 král aragonský 1479–1516 | Ferdinand II. 1452–1516 král aragonský 1479–1516 | Ferdinand II. 1452–1516 král aragonský 1479–1516 | Ferdinand II. 1452–1516 král aragonský 1479–1516 | Ferdinand II. 1452–1516 král aragonský 1479–1516 |  |  | Karel IV. 1421–1461 de iure král navarrský 1441–1461         | Karel IV. 1421–1461 de iure král navarrský 1441–1461         | Karel IV. 1421–1461 de iure král navarrský 1441–1461         | Karel IV. 1421–1461 de iure král navarrský 1441–1461         | Karel IV. 1421–1461 de iure král navarrský 1441–1461         | Karel IV. 1421–1461 de iure král navarrský 1441–1461         |  |  | Blanka II. 1424–1464 de iure královna navarrská 1461–1464                  | Blanka II. 1424–1464 de iure královna navarrská 1461–1464                  | Blanka II. 1424–1464 de iure královna navarrská 1461–1464                  | Blanka II. 1424–1464 de iure královna navarrská 1461–1464                  | Blanka II. 1424–1464 de iure královna navarrská 1461–1464                  | Blanka II. 1424–1464 de iure královna navarrská 1461–1464                  |  |  | Eleonora 1426–1479 královna navarrská 1479         | Eleonora 1426–1479 královna navarrská 1479         | Eleonora 1426–1479 královna navarrská 1479         | Eleonora 1426–1479 královna navarrská 1479         | Eleonora 1426–1479 královna navarrská 1479         | Eleonora 1426–1479 královna navarrská 1479         |  |  | Maxmilián I. císař Svaté říše římské 1459–1519 vláda 1486–1519 | Maxmilián I. císař Svaté říše římské 1459–1519 vláda 1486–1519 | Maxmilián I. císař Svaté říše římské 1459–1519 vláda 1486–1519 | Maxmilián I. císař Svaté říše římské 1459–1519 vláda 1486–1519 | Maxmilián I. císař Svaté říše římské 1459–1519 vláda 1486–1519 | Maxmilián I. císař Svaté říše římské 1459–1519 vláda 1486–1519 |  |  | (nemanž.) Alfonso vévoda z Villahermosy       | (nemanž.) Alfonso vévoda z Villahermosy       | (nemanž.) Alfonso vévoda z Villahermosy       | (nemanž.) Alfonso vévoda z Villahermosy       | (nemanž.) Alfonso vévoda z Villahermosy       | (nemanž.) Alfonso vévoda z Villahermosy       |  |  | (nemanž.) Juan arcibiskup zaragozský                     | (nemanž.) Juan arcibiskup zaragozský                     | (nemanž.) Juan arcibiskup zaragozský                     | (nemanž.) Juan arcibiskup zaragozský                     | (nemanž.) Juan arcibiskup zaragozský                     | (nemanž.) Juan arcibiskup zaragozský                     |  |  |                                                        |                                                        |                                                        |                                                        |                                                        |                                                        |  |  | Ferdinand I. 1423–1494 král neapolský 1458–1494 neapolská královská rodina | Ferdinand I. 1423–1494 král neapolský 1458–1494 neapolská královská rodina | Ferdinand I. 1423–1494 král neapolský 1458–1494 neapolská královská rodina | Ferdinand I. 1423–1494 král neapolský 1458–1494 neapolská královská rodina | Ferdinand I. 1423–1494 král neapolský 1458–1494 neapolská královská rodina | Ferdinand I. 1423–1494 král neapolský 1458–1494 neapolská královská rodina |  |  | Enrique hrabě z Empúries, vévoda ze Segorbe | Enrique hrabě z Empúries, vévoda ze Segorbe | Enrique hrabě z Empúries, vévoda ze Segorbe | Enrique hrabě z Empúries, vévoda ze Segorbe | Enrique hrabě z Empúries, vévoda ze Segorbe | Enrique hrabě z Empúries, vévoda ze Segorbe |  |  |                                         |                                         |                                         |                                         |                                         |                                         |  |  |                                            |                                            |                                            |                                            |                                            |                                            |
|                                        |                                        |                                        |                                        |                                        |                                        |  |  |                                                          |                                                          |                                                          |                                                          |                                                          |                                                          |  |  |                                                                  |                                                                  |                                                                  |                                                                  |                                                                  |                                                                  |  |  |                                                  |                                                  |                                                  |                                                  |                                                  |                                                  |  |  |                                                              |                                                              |                                                              |                                                              |                                                              |                                                              |  |  |                                                                            |                                                                            |                                                                            |                                                                            |                                                                            |                                                                            |  |  |                                                    |                                                    |                                                    |                                                    |                                                    |                                                    |  |  |                                                                |                                                                |                                                                |                                                                |                                                                |                                                                |  |  |                                               |                                               |                                               |                                               |                                               |                                               |  |  |                                                          |                                                          |                                                          |                                                          |                                                          |                                                          |  |  |                                                        |                                                        |                                                        |                                                        |                                                        |                                                        |  |  |                                                                            |                                                                            |                                                                            |                                                                            |                                                                            |                                                                            |  |  |                                             |                                             |                                             |                                             |                                             |                                             |  |  |                                         |                                         |                                         |                                         |                                         |                                         |  |  |                                            |                                            |                                            |                                            |                                            |                                            |
|                                        |                                        |                                        |                                        |                                        |                                        |  |  |                                                          |                                                          |                                                          |                                                          |                                                          |                                                          |  |  |                                                                  |                                                                  |                                                                  |                                                                  |                                                                  |                                                                  |  |  |                                                  |                                                  |                                                  |                                                  |                                                  |                                                  |  |  |                                                              |                                                              |                                                              |                                                              |                                                              |                                                              |  |  |                                                                            |                                                                            |                                                                            |                                                                            |                                                                            |                                                                            |  |  |                                                    |                                                    |                                                    |                                                    |                                                    |                                                    |  |  |                                                                |                                                                |                                                                |                                                                |                                                                |                                                                |  |  |                                               |                                               |                                               |                                               |                                               |                                               |  |  |                                                          |                                                          |                                                          |                                                          |                                                          |                                                          |  |  |                                                        |                                                        |                                                        |                                                        |                                                        |                                                        |  |  |                                                                            |                                                                            |                                                                            |                                                                            |                                                                            |                                                                            |  |  |                                             |                                             |                                             |                                             |                                             |                                             |  |  |                                         |                                         |                                         |                                         |                                         |                                         |  |  |                                            |                                            |                                            |                                            |                                            |                                            |
|                                        |                                        |                                        |                                        |                                        |                                        |  |  |                                                          |                                                          |                                                          |                                                          |                                                          |                                                          |  |  |                                                                  |                                                                  |                                                                  |                                                                  |                                                                  |                                                                  |  |  |                                                  |                                                  |                                                  |                                                  |                                                  |                                                  |  |  |                                                              |                                                              |                                                              |                                                              |                                                              |                                                              |  |  |                                                                            |                                                                            |                                                                            |                                                                            |                                                                            |                                                                            |  |  |                                                    |                                                    |                                                    |                                                    |                                                    |                                                    |  |  |                                                                |                                                                |                                                                |                                                                |                                                                |                                                                |  |  |                                               |                                               |                                               |                                               |                                               |                                               |  |  |                                                          |                                                          |                                                          |                                                          |                                                          |                                                          |  |  |                                                        |                                                        |                                                        |                                                        |                                                        |                                                        |  |  |                                                                            |                                                                            |                                                                            |                                                                            |                                                                            |                                                                            |  |  |                                             |                                             |                                             |                                             |                                             |                                             |  |  |                                         |                                         |                                         |                                         |                                         |                                         |  |  |                                            |                                            |                                            |                                            |                                            |                                            |
|                                        |                                        |                                        |                                        |                                        |                                        |  |  |                                                          |                                                          |                                                          |                                                          |                                                          |                                                          |  |  |                                                                  |                                                                  |                                                                  |                                                                  |                                                                  |                                                                  |  |  |                                                  |                                                  |                                                  |                                                  |                                                  |                                                  |  |  |                                                              |                                                              |                                                              |                                                              |                                                              |                                                              |  |  |                                                                            |                                                                            |                                                                            |                                                                            |                                                                            |                                                                            |  |  |                                                    |                                                    |                                                    |                                                    |                                                    |                                                    |  |  |                                                                |                                                                |                                                                |                                                                |                                                                |                                                                |  |  |                                               |                                               |                                               |                                               |                                               |                                               |  |  |                                                          |                                                          |                                                          |                                                          |                                                          |                                                          |  |  |                                                        |                                                        |                                                        |                                                        |                                                        |                                                        |  |  |                                                                            |                                                                            |                                                                            |                                                                            |                                                                            |                                                                            |  |  |                                             |                                             |                                             |                                             |                                             |                                             |  |  |                                         |                                         |                                         |                                         |                                         |                                         |  |  |                                            |                                            |                                            |                                            |                                            |                                            |
| (nemanž.) Alfons arcibiskup zaragozský | (nemanž.) Alfons arcibiskup zaragozský | (nemanž.) Alfons arcibiskup zaragozský | (nemanž.) Alfons arcibiskup zaragozský | (nemanž.) Alfons arcibiskup zaragozský | (nemanž.) Alfons arcibiskup zaragozský |  |  | Afonso, korunní princ portugalský 1475–1491              | Afonso, korunní princ portugalský 1475–1491              | Afonso, korunní princ portugalský 1475–1491              | Afonso, korunní princ portugalský 1475–1491              | Afonso, korunní princ portugalský 1475–1491              | Afonso, korunní princ portugalský 1475–1491              |  |  | Isabela Aragonská 1470–1498 královna portugalská 1497–1498       | Isabela Aragonská 1470–1498 královna portugalská 1497–1498       | Isabela Aragonská 1470–1498 královna portugalská 1497–1498       | Isabela Aragonská 1470–1498 královna portugalská 1497–1498       | Isabela Aragonská 1470–1498 královna portugalská 1497–1498       | Isabela Aragonská 1470–1498 královna portugalská 1497–1498       |  |  | Manuel I. 1469–1521 král portugalský 1495–1521   | Manuel I. 1469–1521 král portugalský 1495–1521   | Manuel I. 1469–1521 král portugalský 1495–1521   | Manuel I. 1469–1521 král portugalský 1495–1521   | Manuel I. 1469–1521 král portugalský 1495–1521   | Manuel I. 1469–1521 král portugalský 1495–1521   |  |  | Marie Aragonská 1482–1517 královna portugalská 1500–1517     | Marie Aragonská 1482–1517 královna portugalská 1500–1517     | Marie Aragonská 1482–1517 královna portugalská 1500–1517     | Marie Aragonská 1482–1517 královna portugalská 1500–1517     | Marie Aragonská 1482–1517 královna portugalská 1500–1517     | Marie Aragonská 1482–1517 královna portugalská 1500–1517     |  |  | Johana 1479–1555 královna kastilská 1504–1555 královna aragonská 1516–1555 | Johana 1479–1555 královna kastilská 1504–1555 královna aragonská 1516–1555 | Johana 1479–1555 královna kastilská 1504–1555 královna aragonská 1516–1555 | Johana 1479–1555 královna kastilská 1504–1555 královna aragonská 1516–1555 | Johana 1479–1555 královna kastilská 1504–1555 královna aragonská 1516–1555 | Johana 1479–1555 královna kastilská 1504–1555 královna aragonská 1516–1555 |  |  | Filip I. 1478–1506 král kastilský 1506             | Filip I. 1478–1506 král kastilský 1506             | Filip I. 1478–1506 král kastilský 1506             | Filip I. 1478–1506 král kastilský 1506             | Filip I. 1478–1506 král kastilský 1506             | Filip I. 1478–1506 král kastilský 1506             |  |  | Jan kníže z Asturie 1478–1497                                  | Jan kníže z Asturie 1478–1497                                  | Jan kníže z Asturie 1478–1497                                  | Jan kníže z Asturie 1478–1497                                  | Jan kníže z Asturie 1478–1497                                  | Jan kníže z Asturie 1478–1497                                  |  |  | Markéta Rakouská 1480–1530 vévodkyně savojská | Markéta Rakouská 1480–1530 vévodkyně savojská | Markéta Rakouská 1480–1530 vévodkyně savojská | Markéta Rakouská 1480–1530 vévodkyně savojská | Markéta Rakouská 1480–1530 vévodkyně savojská | Markéta Rakouská 1480–1530 vévodkyně savojská |  |  | Kateřina Aragonská 1485–1536 královna anglická 1509–1533 | Kateřina Aragonská 1485–1536 královna anglická 1509–1533 | Kateřina Aragonská 1485–1536 královna anglická 1509–1533 | Kateřina Aragonská 1485–1536 královna anglická 1509–1533 | Kateřina Aragonská 1485–1536 královna anglická 1509–1533 | Kateřina Aragonská 1485–1536 královna anglická 1509–1533 |  |  | Jindřich VIII. 1491–1547 král anglický vláda 1509–1547 | Jindřich VIII. 1491–1547 král anglický vláda 1509–1547 | Jindřich VIII. 1491–1547 král anglický vláda 1509–1547 | Jindřich VIII. 1491–1547 král anglický vláda 1509–1547 | Jindřich VIII. 1491–1547 král anglický vláda 1509–1547 | Jindřich VIII. 1491–1547 král anglický vláda 1509–1547 |  |  | Alfons II. král neapolský 1494–1495                                        | Alfons II. král neapolský 1494–1495                                        | Alfons II. král neapolský 1494–1495                                        | Alfons II. král neapolský 1494–1495                                        | Alfons II. král neapolský 1494–1495                                        | Alfons II. král neapolský 1494–1495                                        |  |  | Fridrich král neapolský 1496–1501           | Fridrich král neapolský 1496–1501           | Fridrich král neapolský 1496–1501           | Fridrich král neapolský 1496–1501           | Fridrich král neapolský 1496–1501           | Fridrich král neapolský 1496–1501           |  |  | Giovanni arcibiskup, kardinál 1456–1481 | Giovanni arcibiskup, kardinál 1456–1481 | Giovanni arcibiskup, kardinál 1456–1481 | Giovanni arcibiskup, kardinál 1456–1481 | Giovanni arcibiskup, kardinál 1456–1481 | Giovanni arcibiskup, kardinál 1456–1481 |  |  | Ferdinando vévoda z Montalta bef.1494–1542 | Ferdinando vévoda z Montalta bef.1494–1542 | Ferdinando vévoda z Montalta bef.1494–1542 | Ferdinando vévoda z Montalta bef.1494–1542 | Ferdinando vévoda z Montalta bef.1494–1542 | Ferdinando vévoda z Montalta bef.1494–1542 |
| (nemanž.) Alfons arcibiskup zaragozský | (nemanž.) Alfons arcibiskup zaragozský | (nemanž.) Alfons arcibiskup zaragozský | (nemanž.) Alfons arcibiskup zaragozský | (nemanž.) Alfons arcibiskup zaragozský | (nemanž.) Alfons arcibiskup zaragozský |  |  | Afonso, korunní princ portugalský 1475–1491              | Afonso, korunní princ portugalský 1475–1491              | Afonso, korunní princ portugalský 1475–1491              | Afonso, korunní princ portugalský 1475–1491              | Afonso, korunní princ portugalský 1475–1491              | Afonso, korunní princ portugalský 1475–1491              |  |  | Isabela Aragonská 1470–1498 královna portugalská 1497–1498       | Isabela Aragonská 1470–1498 královna portugalská 1497–1498       | Isabela Aragonská 1470–1498 královna portugalská 1497–1498       | Isabela Aragonská 1470–1498 královna portugalská 1497–1498       | Isabela Aragonská 1470–1498 královna portugalská 1497–1498       | Isabela Aragonská 1470–1498 královna portugalská 1497–1498       |  |  | Manuel I. 1469–1521 král portugalský 1495–1521   | Manuel I. 1469–1521 král portugalský 1495–1521   | Manuel I. 1469–1521 král portugalský 1495–1521   | Manuel I. 1469–1521 král portugalský 1495–1521   | Manuel I. 1469–1521 král portugalský 1495–1521   | Manuel I. 1469–1521 král portugalský 1495–1521   |  |  | Marie Aragonská 1482–1517 královna portugalská 1500–1517     | Marie Aragonská 1482–1517 královna portugalská 1500–1517     | Marie Aragonská 1482–1517 královna portugalská 1500–1517     | Marie Aragonská 1482–1517 královna portugalská 1500–1517     | Marie Aragonská 1482–1517 královna portugalská 1500–1517     | Marie Aragonská 1482–1517 královna portugalská 1500–1517     |  |  | Johana 1479–1555 královna kastilská 1504–1555 královna aragonská 1516–1555 | Johana 1479–1555 královna kastilská 1504–1555 královna aragonská 1516–1555 | Johana 1479–1555 královna kastilská 1504–1555 královna aragonská 1516–1555 | Johana 1479–1555 královna kastilská 1504–1555 královna aragonská 1516–1555 | Johana 1479–1555 královna kastilská 1504–1555 královna aragonská 1516–1555 | Johana 1479–1555 královna kastilská 1504–1555 královna aragonská 1516–1555 |  |  | Filip I. 1478–1506 král kastilský 1506             | Filip I. 1478–1506 král kastilský 1506             | Filip I. 1478–1506 král kastilský 1506             | Filip I. 1478–1506 král kastilský 1506             | Filip I. 1478–1506 král kastilský 1506             | Filip I. 1478–1506 král kastilský 1506             |  |  | Jan kníže z Asturie 1478–1497                                  | Jan kníže z Asturie 1478–1497                                  | Jan kníže z Asturie 1478–1497                                  | Jan kníže z Asturie 1478–1497                                  | Jan kníže z Asturie 1478–1497                                  | Jan kníže z Asturie 1478–1497                                  |  |  | Markéta Rakouská 1480–1530 vévodkyně savojská | Markéta Rakouská 1480–1530 vévodkyně savojská | Markéta Rakouská 1480–1530 vévodkyně savojská | Markéta Rakouská 1480–1530 vévodkyně savojská | Markéta Rakouská 1480–1530 vévodkyně savojská | Markéta Rakouská 1480–1530 vévodkyně savojská |  |  | Kateřina Aragonská 1485–1536 královna anglická 1509–1533 | Kateřina Aragonská 1485–1536 královna anglická 1509–1533 | Kateřina Aragonská 1485–1536 královna anglická 1509–1533 | Kateřina Aragonská 1485–1536 královna anglická 1509–1533 | Kateřina Aragonská 1485–1536 královna anglická 1509–1533 | Kateřina Aragonská 1485–1536 královna anglická 1509–1533 |  |  | Jindřich VIII. 1491–1547 král anglický vláda 1509–1547 | Jindřich VIII. 1491–1547 král anglický vláda 1509–1547 | Jindřich VIII. 1491–1547 král anglický vláda 1509–1547 | Jindřich VIII. 1491–1547 král anglický vláda 1509–1547 | Jindřich VIII. 1491–1547 král anglický vláda 1509–1547 | Jindřich VIII. 1491–1547 král anglický vláda 1509–1547 |  |  | Alfons II. král neapolský 1494–1495                                        | Alfons II. král neapolský 1494–1495                                        | Alfons II. král neapolský 1494–1495                                        | Alfons II. král neapolský 1494–1495                                        | Alfons II. král neapolský 1494–1495                                        | Alfons II. král neapolský 1494–1495                                        |  |  | Fridrich král neapolský 1496–1501           | Fridrich král neapolský 1496–1501           | Fridrich král neapolský 1496–1501           | Fridrich král neapolský 1496–1501           | Fridrich král neapolský 1496–1501           | Fridrich král neapolský 1496–1501           |  |  | Giovanni arcibiskup, kardinál 1456–1481 | Giovanni arcibiskup, kardinál 1456–1481 | Giovanni arcibiskup, kardinál 1456–1481 | Giovanni arcibiskup, kardinál 1456–1481 | Giovanni arcibiskup, kardinál 1456–1481 | Giovanni arcibiskup, kardinál 1456–1481 |  |  | Ferdinando vévoda z Montalta bef.1494–1542 | Ferdinando vévoda z Montalta bef.1494–1542 | Ferdinando vévoda z Montalta bef.1494–1542 | Ferdinando vévoda z Montalta bef.1494–1542 | Ferdinando vévoda z Montalta bef.1494–1542 | Ferdinando vévoda z Montalta bef.1494–1542 |
|                                        |                                        |                                        |                                        |                                        |                                        |  |  |                                                          |                                                          |                                                          |                                                          |                                                          |                                                          |  |  |                                                                  |                                                                  |                                                                  |                                                                  |                                                                  |                                                                  |  |  |                                                  |                                                  |                                                  |                                                  |                                                  |                                                  |  |  |                                                              |                                                              |                                                              |                                                              |                                                              |                                                              |  |  |                                                                            |                                                                            |                                                                            |                                                                            |                                                                            |                                                                            |  |  |                                                    |                                                    |                                                    |                                                    |                                                    |                                                    |  |  |                                                                |                                                                |                                                                |                                                                |                                                                |                                                                |  |  |                                               |                                               |                                               |                                               |                                               |                                               |  |  |                                                          |                                                          |                                                          |                                                          |                                                          |                                                          |  |  |                                                        |                                                        |                                                        |                                                        |                                                        |                                                        |  |  |                                                                            |                                                                            |                                                                            |                                                                            |                                                                            |                                                                            |  |  |                                             |                                             |                                             |                                             |                                             |                                             |  |  |                                         |                                         |                                         |                                         |                                         |                                         |  |  |                                            |                                            |                                            |                                            |                                            |                                            |
|                                        |                                        |                                        |                                        |                                        |                                        |  |  |                                                          |                                                          |                                                          |                                                          |                                                          |                                                          |  |  |                                                                  |                                                                  |                                                                  |                                                                  |                                                                  |                                                                  |  |  |                                                  |                                                  |                                                  |                                                  |                                                  |                                                  |  |  |                                                              |                                                              |                                                              |                                                              |                                                              |                                                              |  |  |                                                                            |                                                                            |                                                                            |                                                                            |                                                                            |                                                                            |  |  |                                                    |                                                    |                                                    |                                                    |                                                    |                                                    |  |  |                                                                |                                                                |                                                                |                                                                |                                                                |                                                                |  |  |                                               |                                               |                                               |                                               |                                               |                                               |  |  |                                                          |                                                          |                                                          |                                                          |                                                          |                                                          |  |  |                                                        |                                                        |                                                        |                                                        |                                                        |                                                        |  |  |                                                                            |                                                                            |                                                                            |                                                                            |                                                                            |                                                                            |  |  |                                             |                                             |                                             |                                             |                                             |                                             |  |  |                                         |                                         |                                         |                                         |                                         |                                         |  |  |                                            |                                            |                                            |                                            |                                            |                                            |
| Hernando arcibiskup zaragozský         | Hernando arcibiskup zaragozský         | Hernando arcibiskup zaragozský         | Hernando arcibiskup zaragozský         | Hernando arcibiskup zaragozský         | Hernando arcibiskup zaragozský         |  |  |                                                          |                                                          |                                                          |                                                          |                                                          |                                                          |  |  | Miguel da Paz kníže portugalský a asturský 1498–1500             | Miguel da Paz kníže portugalský a asturský 1498–1500             | Miguel da Paz kníže portugalský a asturský 1498–1500             | Miguel da Paz kníže portugalský a asturský 1498–1500             | Miguel da Paz kníže portugalský a asturský 1498–1500             | Miguel da Paz kníže portugalský a asturský 1498–1500             |  |  | portugalská královská rodina                     | portugalská královská rodina                     | portugalská královská rodina                     | portugalská královská rodina                     | portugalská královská rodina                     | portugalská královská rodina                     |  |  | Isabela Portugalská 1503–1539 královna a císařovna 1526–1539 | Isabela Portugalská 1503–1539 královna a císařovna 1526–1539 | Isabela Portugalská 1503–1539 královna a císařovna 1526–1539 | Isabela Portugalská 1503–1539 královna a císařovna 1526–1539 | Isabela Portugalská 1503–1539 královna a císařovna 1526–1539 | Isabela Portugalská 1503–1539 královna a císařovna 1526–1539 |  |  | Karel 1500–1558 král španělský 1516–1556 císař Svaté říše římské 1519–1556 | Karel 1500–1558 král španělský 1516–1556 císař Svaté říše římské 1519–1556 | Karel 1500–1558 král španělský 1516–1556 císař Svaté říše římské 1519–1556 | Karel 1500–1558 král španělský 1516–1556 císař Svaté říše římské 1519–1556 | Karel 1500–1558 král španělský 1516–1556 císař Svaté říše římské 1519–1556 | Karel 1500–1558 král španělský 1516–1556 císař Svaté říše římské 1519–1556 |  |  |                                                    |                                                    |                                                    |                                                    |                                                    |                                                    |  |  |                                                                |                                                                |                                                                |                                                                |                                                                |                                                                |  |  |                                               |                                               |                                               |                                               |                                               |                                               |  |  | Marie I. 1516–1558 královna anglická vláda 1553–1558     | Marie I. 1516–1558 královna anglická vláda 1553–1558     | Marie I. 1516–1558 královna anglická vláda 1553–1558     | Marie I. 1516–1558 královna anglická vláda 1553–1558     | Marie I. 1516–1558 královna anglická vláda 1553–1558     | Marie I. 1516–1558 královna anglická vláda 1553–1558     |  |  | Ferdinand II. král neapolský 1495–1496                 | Ferdinand II. král neapolský 1495–1496                 | Ferdinand II. král neapolský 1495–1496                 | Ferdinand II. král neapolský 1495–1496                 | Ferdinand II. král neapolský 1495–1496                 | Ferdinand II. král neapolský 1495–1496                 |  |  | (nemanž.) Alfons vévoda z Bisceglie 1498–1500                              | (nemanž.) Alfons vévoda z Bisceglie 1498–1500                              | (nemanž.) Alfons vévoda z Bisceglie 1498–1500                              | (nemanž.) Alfons vévoda z Bisceglie 1498–1500                              | (nemanž.) Alfons vévoda z Bisceglie 1498–1500                              | (nemanž.) Alfons vévoda z Bisceglie 1498–1500                              |  |  | Ferdinand vévoda z Kalábrie 1488–1550       | Ferdinand vévoda z Kalábrie 1488–1550       | Ferdinand vévoda z Kalábrie 1488–1550       | Ferdinand vévoda z Kalábrie 1488–1550       | Ferdinand vévoda z Kalábrie 1488–1550       | Ferdinand vévoda z Kalábrie 1488–1550       |  |  |                                         |                                         |                                         |                                         |                                         |                                         |  |  |                                            |                                            |                                            |                                            |                                            |                                            |
| Hernando arcibiskup zaragozský         | Hernando arcibiskup zaragozský         | Hernando arcibiskup zaragozský         | Hernando arcibiskup zaragozský         | Hernando arcibiskup zaragozský         | Hernando arcibiskup zaragozský         |  |  |                                                          |                                                          |                                                          |                                                          |                                                          |                                                          |  |  | Miguel da Paz kníže portugalský a asturský 1498–1500             | Miguel da Paz kníže portugalský a asturský 1498–1500             | Miguel da Paz kníže portugalský a asturský 1498–1500             | Miguel da Paz kníže portugalský a asturský 1498–1500             | Miguel da Paz kníže portugalský a asturský 1498–1500             | Miguel da Paz kníže portugalský a asturský 1498–1500             |  |  | portugalská královská rodina                     | portugalská královská rodina                     | portugalská královská rodina                     | portugalská královská rodina                     | portugalská královská rodina                     | portugalská královská rodina                     |  |  | Isabela Portugalská 1503–1539 královna a císařovna 1526–1539 | Isabela Portugalská 1503–1539 královna a císařovna 1526–1539 | Isabela Portugalská 1503–1539 královna a císařovna 1526–1539 | Isabela Portugalská 1503–1539 královna a císařovna 1526–1539 | Isabela Portugalská 1503–1539 královna a císařovna 1526–1539 | Isabela Portugalská 1503–1539 královna a císařovna 1526–1539 |  |  | Karel 1500–1558 král španělský 1516–1556 císař Svaté říše římské 1519–1556 | Karel 1500–1558 král španělský 1516–1556 císař Svaté říše římské 1519–1556 | Karel 1500–1558 král španělský 1516–1556 císař Svaté říše římské 1519–1556 | Karel 1500–1558 král španělský 1516–1556 císař Svaté říše římské 1519–1556 | Karel 1500–1558 král španělský 1516–1556 císař Svaté říše římské 1519–1556 | Karel 1500–1558 král španělský 1516–1556 císař Svaté říše římské 1519–1556 |  |  |                                                    |                                                    |                                                    |                                                    |                                                    |                                                    |  |  |                                                                |                                                                |                                                                |                                                                |                                                                |                                                                |  |  |                                               |                                               |                                               |                                               |                                               |                                               |  |  | Marie I. 1516–1558 královna anglická vláda 1553–1558     | Marie I. 1516–1558 královna anglická vláda 1553–1558     | Marie I. 1516–1558 královna anglická vláda 1553–1558     | Marie I. 1516–1558 královna anglická vláda 1553–1558     | Marie I. 1516–1558 královna anglická vláda 1553–1558     | Marie I. 1516–1558 královna anglická vláda 1553–1558     |  |  | Ferdinand II. král neapolský 1495–1496                 | Ferdinand II. král neapolský 1495–1496                 | Ferdinand II. král neapolský 1495–1496                 | Ferdinand II. král neapolský 1495–1496                 | Ferdinand II. král neapolský 1495–1496                 | Ferdinand II. král neapolský 1495–1496                 |  |  | (nemanž.) Alfons vévoda z Bisceglie 1498–1500                              | (nemanž.) Alfons vévoda z Bisceglie 1498–1500                              | (nemanž.) Alfons vévoda z Bisceglie 1498–1500                              | (nemanž.) Alfons vévoda z Bisceglie 1498–1500                              | (nemanž.) Alfons vévoda z Bisceglie 1498–1500                              | (nemanž.) Alfons vévoda z Bisceglie 1498–1500                              |  |  | Ferdinand vévoda z Kalábrie 1488–1550       | Ferdinand vévoda z Kalábrie 1488–1550       | Ferdinand vévoda z Kalábrie 1488–1550       | Ferdinand vévoda z Kalábrie 1488–1550       | Ferdinand vévoda z Kalábrie 1488–1550       | Ferdinand vévoda z Kalábrie 1488–1550       |  |  |                                         |                                         |                                         |                                         |                                         |                                         |  |  |                                            |                                            |                                            |                                            |                                            |                                            |
|                                        |                                        |                                        |                                        |                                        |                                        |  |  |                                                          |                                                          |                                                          |                                                          |                                                          |                                                          |  |  |                                                                  |                                                                  |                                                                  |                                                                  |                                                                  |                                                                  |  |  |                                                  |                                                  |                                                  |                                                  |                                                  |                                                  |  |  |                                                              |                                                              |                                                              |                                                              |                                                              |                                                              |  |  |                                                                            |                                                                            |                                                                            |                                                                            |                                                                            |                                                                            |  |  |                                                    |                                                    |                                                    |                                                    |                                                    |                                                    |  |  |                                                                |                                                                |                                                                |                                                                |                                                                |                                                                |  |  |                                               |                                               |                                               |                                               |                                               |                                               |  |  |                                                          |                                                          |                                                          |                                                          |                                                          |                                                          |  |  |                                                        |                                                        |                                                        |                                                        |                                                        |                                                        |  |  |                                                                            |                                                                            |                                                                            |                                                                            |                                                                            |                                                                            |  |  |                                             |                                             |                                             |                                             |                                             |                                             |  |  |                                         |                                         |                                         |                                         |                                         |                                         |  |  |                                            |                                            |                                            |                                            |                                            |                                            |
|                                        |                                        |                                        |                                        |                                        |                                        |  |  |                                                          |                                                          |                                                          |                                                          |                                                          |                                                          |  |  |                                                                  |                                                                  |                                                                  |                                                                  |                                                                  |                                                                  |  |  |                                                  |                                                  |                                                  |                                                  |                                                  |                                                  |  |  |                                                              |                                                              |                                                              |                                                              |                                                              |                                                              |  |  |                                                                            |                                                                            |                                                                            |                                                                            |                                                                            |                                                                            |  |  |                                                    |                                                    |                                                    |                                                    |                                                    |                                                    |  |  |                                                                |                                                                |                                                                |                                                                |                                                                |                                                                |  |  |                                               |                                               |                                               |                                               |                                               |                                               |  |  |                                                          |                                                          |                                                          |                                                          |                                                          |                                                          |  |  |                                                        |                                                        |                                                        |                                                        |                                                        |                                                        |  |  |                                                                            |                                                                            |                                                                            |                                                                            |                                                                            |                                                                            |  |  |                                             |                                             |                                             |                                             |                                             |                                             |  |  |                                         |                                         |                                         |                                         |                                         |                                         |  |  |                                            |                                            |                                            |                                            |                                            |                                            |
|                                        |                                        |                                        |                                        |                                        |                                        |  |  |                                                          |                                                          |                                                          |                                                          |                                                          |                                                          |  |  |                                                                  |                                                                  |                                                                  |                                                                  |                                                                  |                                                                  |  |  |                                                  |                                                  |                                                  |                                                  |                                                  |                                                  |  |  | Habsburkové                                                  |                                                              |                                                              |                                                              |                                                              |                                                              |  |  |                                                                            |                                                                            |                                                                            |                                                                            |                                                                            |                                                                            |  |  |                                                    |                                                    |                                                    |                                                    |                                                    |                                                    |  |  |                                                                |                                                                |                                                                |                                                                |                                                                |                                                                |  |  |                                               |                                               |                                               |                                               |                                               |                                               |  |  |                                                          |                                                          |                                                          |                                                          |                                                          |                                                          |  |  |                                                        |                                                        |                                                        |                                                        |                                                        |                                                        |  |  |                                                                            |                                                                            |                                                                            |                                                                            |                                                                            |                                                                            |  |  |                                             |                                             |                                             |                                             |                                             |                                             |  |  |                                         |                                         |                                         |                                         |                                         |                                         |  |  |                                            |                                            |                                            |                                            |                                            |                                            |
|                                        |                                        |                                        |                                        |                                        |                                        |  |  |                                                          |                                                          |                                                          |                                                          |                                                          |                                                          |  |  |                                                                  |                                                                  |                                                                  |                                                                  |                                                                  |                                                                  |  |  |                                                  |                                                  |                                                  |                                                  |                                                  |                                                  |  |  |                                                              |                                                              |                                                              |                                                              |                                                              |                                                              |  |  |                                                                            |                                                                            |                                                                            |                                                                            |                                                                            |                                                                            |  |  |                                                    |                                                    |                                                    |                                                    |                                                    |                                                    |  |  |                                                                |                                                                |                                                                |                                                                |                                                                |                                                                |  |  |                                               |                                               |                                               |                                               |                                               |                                               |  |  |                                                          |                                                          |                                                          |                                                          |                                                          |                                                          |  |  |                                                        |                                                        |                                                        |                                                        |                                                        |                                                        |  |  |                                                                            |                                                                            |                                                                            |                                                                            |                                                                            |                                                                            |  |  |                                             |                                             |                                             |                                             |                                             |                                             |  |  |                                         |                                         |                                         |                                         |                                         |                                         |  |  |                                            |                                            |                                            |                                            |                                            |                                            |